# Nazismo
O nazismo (pronúncia em português: [naˈzizmʊ]), oficialmente nacional-socialismo (em alemão:  Nationalsozialismus; pronúncia em alemão: [nat͡sjoˈnaːlzot͡sjaˌlɪsmʊs]), é uma ideologia associada a Adolf Hitler e ao Partido Nazista (em alemão:  Nationalsozialistische Deutsche Arbeiterpartei, NSDAP, ou Partido Nacional-Socialista dos Trabalhadores Alemães) na Alemanha Nazi. Durante a ascensão de Hitler ao poder era frequentemente referido como hitlerismo. O termo relacionado "neonazismo" é aplicado a outros grupos de extrema-direita com ideias semelhantes que se formaram após o colapso do regime nazista.
O nazismo é uma forma de fascismo que despreza a democracia liberal e o sistema parlamentar. Incorpora o racismo científico, o antissemitismo, o anticomunismo e o uso de eugenia no seu credo. O seu nacionalismo extremo tem origem no pangermanismo e do movimento do nacionalismo étnico Völkisch que tem sido um dos principais aspectos do nacionalismo alemão desde o século XIX, e foi fortemente influenciado por grupos paramilitares chamados Freikorps, que surgiram durante a República de Weimar após a derrota alemã na Primeira Guerra Mundial, de onde surge o "culto à violência" do partido. O termo "nacional-socialismo" surgiu a partir da tentativa de redefinição nacionalista do conceito de "socialismo", para criar uma alternativa tanto ao socialismo internacionalista marxista quanto ao capitalismo de livre mercado. A ideologia rejeitava o conceito de luta de classes, assim como defendia a propriedade privada e as empresas de alemães.
O nazismo apoiava teorias pseudocientíficas como a hierarquia racial e o darwinismo social, que atribuíam aos povos germânicos o mais elevado grau de pureza da raça ariana ou nórdica, que apresentavam como a "raça superior". O movimento tinha como objetivo superar as divisões sociais para criar uma sociedade homogênea, ao mesmo tempo que buscava unidade nacional e tradicionalismo. Os nazistas tentavam conseguir isto através de uma "comunidade do povo" (Volksgemeinschaft) que iria unir todos os alemães e excluir aqueles considerados como "povos estrangeiros" (Fremdvölkische). O nazismo também reivindicava com determinação o que entendia serem territórios historicamente alemães sob a doutrina pangermânica (ou Heim ins Reich), além de outras áreas para colonização alemã sob a doutrina de Lebensraum.
O Partido Nacional-Socialista dos Trabalhadores Alemães (Nationalsozialistische Deutsche Arbeiterpartei, NSDAP) foi fundado em 5 de janeiro de 1919. No início dos anos 1920, Adolf Hitler assume o controle da organização e rebatiza-a para Partido Nazista. O Programa Nacional Socialista, aprovado em 1920, apelava por uma Grande Alemanha unida e que negaria cidadania aos judeus ou aos seus descendentes, além de apoiar a reforma agrária e a nacionalização de algumas indústrias. Em Mein Kampf, escrito em 1924, Hitler delineou o antissemitismo e o anticomunismo no cerne de sua filosofia política, bem como o seu desdém pela democracia parlamentar e sua crença no direito da Alemanha expandir seu território. O poder político era concentrado nas mãos do Führer (ou "líder"). Após o Holocausto e a derrota alemã na Segunda Guerra Mundial, apenas alguns grupos radicais racistas, geralmente referidos como neonazistas, ainda descrevem-se como "nacional-socialistas".

## Etimologia
O nome completo do partido era Nationalsozialistische Deutsche Arbeiterpartei (em português: Partido Nacional-Socialista dos Trabalhadores Alemães) e oficialmente usavam a sigla NSDAP. O termo "nazista" já era usado antes do surgimento do NSDAP como uma palavra coloquial e depreciativa para um fazendeiro ou camponês retrógrado, caracterizando uma pessoa desajeitada. Nesse sentido, a palavra nazista era um hipocorístico do nome masculino alemão Igna(t)z (em si uma variação do nome Inácio). Igna(t)z era um nome comum na época na Baviera, a área de onde o NSDAP surgiu.
Na década de 1920, oponentes políticos do NSDAP no movimento trabalhista alemão aproveitaram isso. Usando o termo "Sozi" para Sozialist por exemplo eles abreviaram o nome do NSDAP, Nationalsozialistische, para desdenhoso "Nazi", a fim de associá-los ao uso depreciativo do termo mencionado acima. O primeiro uso do termo "nazista" pelos nacional-socialistas ocorreu em 1926 em uma publicação de Joseph Goebbels chamada Der Nazi-Sozi ("O Nazi-Sozi"). No panfleto de Goebbels, a palavra "nazista" só aparece quando associada à palavra "Sozi" como uma abreviatura de "nacional-socialismo".
Após a ascensão do NSDAP ao poder na década de 1930, o uso do termo "nazista" por si só ou em termos como "Alemanha nazista ", "regime nazista" e assim por diante foram popularizados por exilados alemães fora do país, mas não na Alemanha. A partir deles, o termo se espalhou para outras línguas e acabou sendo trazido de volta para a Alemanha após a Segunda Guerra Mundial. O NSDAP adotou brevemente a designação "nazista" em uma tentativa de reapropriar o termo, mas logo desistiu desse esforço e geralmente evitou usar o termo enquanto estava no poder. Em cada caso, os autores se referem a si próprios como "nacional-socialistas" e seu movimento como "nacional-socialismo", mas nunca como "nazistas".

## Posição no espectro político

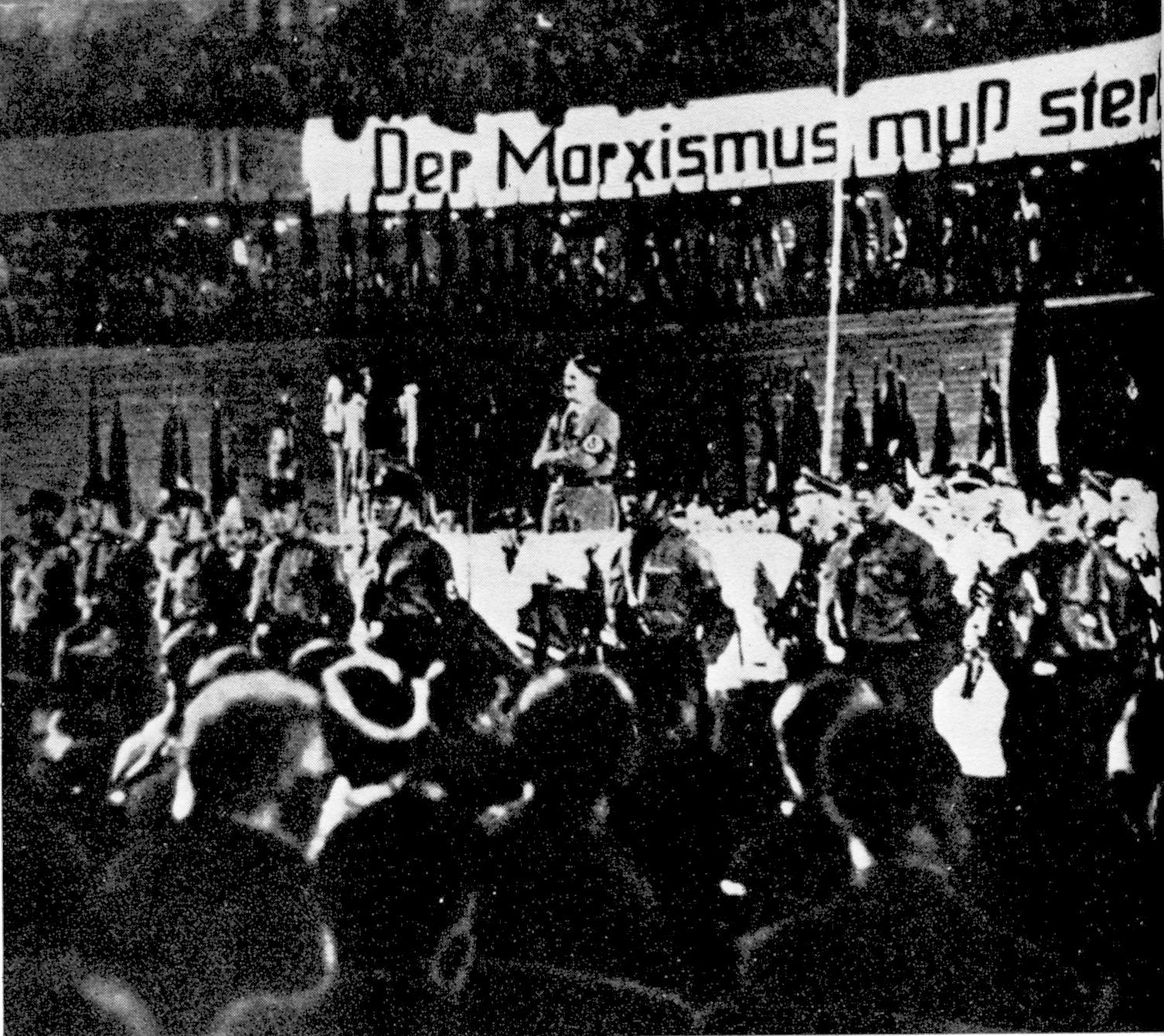
Adolf Hitler discursando numa apresentação em Berlim em 1933. A faixa acima diz na íntegra Der Marxismus muß sterben damit die Nation wieder auferstehe ('O marxismo deve perecer para que a Nação possa levantar-se novamente').

A grande maioria dos estudiosos identifica o nazismo, na prática, como uma expressão da extrema-direita. Entre os temas tipicamente defendidos pela extrema-direita incluídos no nazismo está o argumento de que pessoas "superiores" têm o direito de dominar outros indivíduos e que a sociedade deve expurgar elementos supostamente "inferiores" (vide darwinismo social, antissemitismo e racismo científico). Adolf Hitler e outros membros do partido descreviam oficialmente o movimento nazista como não sendo nem de esquerda e nem de direita, mas sincrético. Em Mein Kampf, Hitler atacava diretamente tanto os políticos de esquerda quanto os da direita na Alemanha, dizendo:
Hoje nossos políticos de esquerda, em particular, estão constantemente a insistir que sua política externa covarde e obsequiosa resulta necessariamente no desarmamento da Alemanha, ao passo que a verdade é que esta é a política de traidores [...] Mas os políticos de direita merecem exatamente a mesma reprovação. Foi através de sua miserável covardia que esses rufiões de judeus que chegaram ao poder em 1918 foram capazes de roubar a nação de nossos braços.

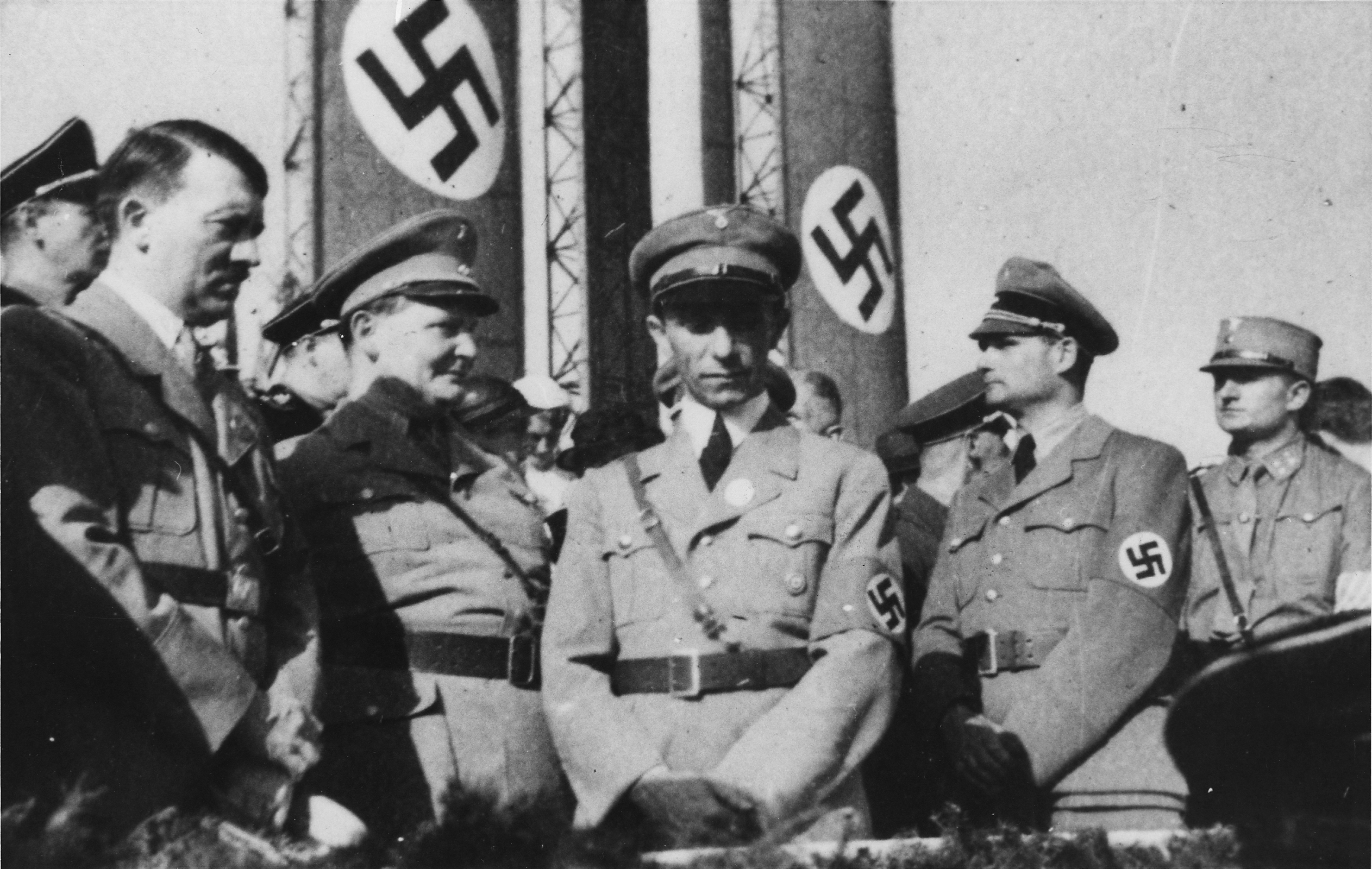
Primeiro plano, da esquerda para a direita: Führer Adolf Hitler; Hermann Göring; Ministro da Propaganda Joseph Goebbels; e Rudolf Hess

Hitler, quando questionado sobre se apoiava a "burguesia de direita", afirmou que o nazismo não era exclusivamente voltado para qualquer classe social e indicou que não favorecia nem a esquerda nem a direita, mas elementos preservados considerados "puros" de ambos os "campos", ao dizer: "a partir do campo da tradição burguesa, é preciso a determinação nacional, e do materialismo do dogma marxista, o socialismo criativo". Historiadores apontam algumas características socialistas do regime nazista, que tinham como objetivo obter o apoio da classe trabalhadora, mas salientam que elas eram apenas um mecanismo para garantir a adesão para o verdadeiro ideal do nazismo, que era a luta pela supremacia da raça ariana no mundo. "Hitler nunca foi socialista", apontou o historiador britânico Ian Kershaw em sua biografia sobre Hitler.
Os nazistas foram fortemente influenciados pela extrema-direita alemã pós-Primeira Guerra Mundial, que tinha crenças comuns, tais como antimarxismo, antiliberalismo e antissemitismo, além do nacionalismo, do desprezo pelo Tratado de Versalhes e da condenação da República de Weimar por conta da assinatura do armistício em novembro de 1918, que mais tarde culminou na assinatura do Tratado de Versalhes. A grande inspiração para os nazistas foram os nacionalistas Freikorps, organizações paramilitares de extrema-direita que praticavam atos de violência política após a Primeira Guerra Mundial. Inicialmente, a extrema direita alemã pós-Primeira Guerra Mundial era dominada por monarquistas, mas a geração mais jovem, que estava associada ao nacionalismo Völkisch, era mais radical e não manifestava qualquer afetação sobre a restauração da monarquia alemã. Esta geração mais jovem pretendia desmantelar a República de Weimar e criar um novo estado radical e forte baseado numa ética marcial dominante que pudesse reviver o "Espírito de 1914" que estava associado à unidade nacional alemã (Volksgemeinschaft).
Os nazistas, os monarquistas de extrema direita, o reaccionário Partido Popular Nacional Alemão (DNVP) e outros, como oficiais monarquistas do Exército Alemão e vários industriais proeminentes, formaram uma aliança em oposição à República de Weimar em 11 de outubro de 1931 em Bad Harzburg, oficialmente conhecida como "Frente Nacional", mas vulgarmente conhecida como Frente Harzburg. Os nazistas afirmavam que a aliança era puramente tática e continuaram a ter divergências com o DNVP. Sendo os nazistas um partido antiburguês, consideravam o DNVP como um partido reacionário (antiburguês). Após as eleições de julho de 1932, a aliança desfez-se quando o DNVP perdeu muitos dos seus assentos no Reichstag. Os nazistas acusaram-nos de tratarem-se de "um amontoado insignificante de reaccionários". O DNVP respondeu denunciando os nazistas pelo seu socialismo, a sua violência nas ruas e os "experimentos económicos" que aconteceriam se os nazistas chegassem ao poder.
Mas em meio a uma situação política inconclusiva em que os políticos conservadores Franz von Papen e Kurt von Schleicher eram incapazes de formar governos estáveis sem os nazistas, Papen propôs ao presidente Hindenburg nomear Hitler como Chanceler à frente de um governo formado principalmente por conservadores, com apenas três ministros nazistas. Hindenburg fê-lo e, ao contrário das expectativas de Papen e do DNVP, Hitler foi logo capaz de estabelecer uma ditadura de partido único nazista.
O Kaiser Wilhelm II, que foi pressionado a abdicar do trono e fugir para o exílio em meio a uma tentativa de revolução comunista na Alemanha, inicialmente apoiou o Partido Nazista. Os seus quatro filhos, incluindo o príncipe Eitel Friedrich e o príncipe Óscar, tornaram-se membros do Partido Nazista na esperança de que, em troca do seu apoio, os nazistas permitissem a restauração da monarquia.
Havia facções dentro do Partido Nazista, tanto conservadoras quanto radicais. O conservador nazista Hermann Göring instou Hitler a se reconciliar com os capitalistas e reaccionários. Outros notáveis nazistas conservadores foram Heinrich Himmler e Reinhard Heydrich. Enquanto isso, o radical nazista Joseph Goebbels opunha-se ao capitalismo, considerando que havia judeus no seu núcleo, e manifestou a necessidade de o partido enfatizar tanto o carácter proletário quanto o nacional. Essas opiniões foram compartilhadas por Otto Strasser, que mais tarde deixou o Partido Nazista e formou a Frente Negra na crença de que Hitler teria supostamente traído os objectivos socialistas do partido ao endossar o capitalismo.
Quando o Partido Nazista emerge do anonimato para se tornar uma grande força política após 1929, os financiadores ricos interessaram-se pelos nazistas considerando-os como um potencial baluarte contra o comunismo, e a facção conservadora rapidamente ganhou mais influência. O Partido Nazista foi financiado quase inteiramente com taxas de adesão, mas depois de 1929 a sua liderança começou por procurar ativamente doações de industriais alemães, e Hitler deu início a dezenas de reuniões de arrecadação de fundos com líderes empresariais. Em meio a uma Grande Depressão, diante da possibilidade de ruína económica de um lado e de um governo comunista ou social-democrata do outro, as empresas alemãs voltaram-se cada vez mais para o nazismo como uma forma de sair da situação, prometendo um Estado orientado para a economia que apoiaria, em vez de atacar, os interesses comerciais existentes. Em janeiro de 1933, o Partido Nazista garantiu o apoio de importantes sectores da indústria alemã, principalmente entre os produtores de aço e carvão, o setor de seguros e a indústria química.
Grandes segmentos do Partido Nazista, particularmente entre os membros do Sturmabteilung (SA), estavam comprometidos com as posições socialistas, revolucionárias e anticapitalistas oficiais do partido e previam uma revolução social e económica assim que o partido conquistasse o poder em 1933. No período imediatamente anterior à tomada do poder pelos nazistas, houve até social-democratas e comunistas que trocaram de lado e ficaram conhecidos como "Rindersteak Nazis" ("Nazis Bife"): castanho por fora e vermelho por dentro. O líder da SA, Ernst Röhm, pressionara por uma "segunda revolução" (a "primeira revolução" sendo a tomada do poder pelos nazistas) que promulgaria políticas socialistas. Além disso, Röhm desejava que as SA incorporassem o muito menor Exército Alemão às suas fileiras sob a sua liderança. Assim que os nazistas alcançaram o poder, a SA de Röhm foi liderada por Hitler para suprimir violentamente os partidos da esquerda, mas também para dar início a ataques contra indivíduos considerados associados à reação conservadora. Hitler considerou as ações independentes de Röhm como violadoras e possivelmente ameaçadoras da sua liderança, o que colocariam em risco o regime ao alienar o presidente conservador Paul von Hindenburg e o Exército Alemão de orientação conservadora. Isso resultou na purga de Röhm por Hitler e de outros membros radicais da SA a 30 de junho de 1934, no que veio a ser conhecido como a Noite das Facas Longas.
Antes de ingressar no Exército da Baviera para lutar na Primeira Guerra Mundial, Hitler vivia um estilo de vida boémio enquanto pintor de aquarela de rua em Viena e Munique, tentando alguns dos hábitos desse estilo de vida mais tarde, adormecia e acordava muito tarde, mesmo depois de se tornar chanceler e, posteriormente, Führer. Após a guerra, o seu batalhão foi incorporado pela República Soviética da Baviera de 1918 a 1919, onde foi eleito Representante Adjunto do Batalhão. De acordo com o historiador Thomas Weber, Hitler compareceu ao funeral do comunista Kurt Eisner (um judeu alemão), usando uma braçadeira de luto preta num braço e uma braçadeira comunista vermelha no outro, evidenciando que as crenças políticas de Hitler não se tinham ainda solidificado. Em Mein Kampf, Hitler nunca mencionou qualquer serviço com a República Soviética da Baviera e afirmou que se tornou um antissemita em 1913 durante os seus anos em Viena. Esta declaração foi contestada pela contenção de que ele não era um antissemita naquela época, embora seja bem estabelecido que Hitler lia muitos folhetos e jornais antissemitas durante aquele período e admirava Karl Lueger, o prefeito antissemita de Viena. Hitler alterou as suas visões políticas em resposta à assinatura do Tratado de Versalhes em junho de 1919 tendo sido então quando Hitler se tornou um antissemita nacionalista alemão.
Hitler expressou oposição ao capitalismo, considerando-o de origem judaica e acusando o capitalismo de manter nações rendidas aos interesses de uma classe rentista cosmopolita parasita. Também expressou oposição ao comunismo e às formas igualitárias de socialismo, argumentando que a desigualdade e a hierarquia são benéficas para a nação. Acreditava que o comunismo foi inventado pelos judeus para enfraquecer as nações, promovendo a luta de classes. Após a sua ascensão ao poder, Hitler assumiu uma posição pragmática na economia, aceitando a propriedade privada e permitindo que empresas privadas capitalistas existissem desde que aderissem aos objetivos do estado nazista, mas não tolerando empresas que ele considerava opostas aos interesses nacionais.

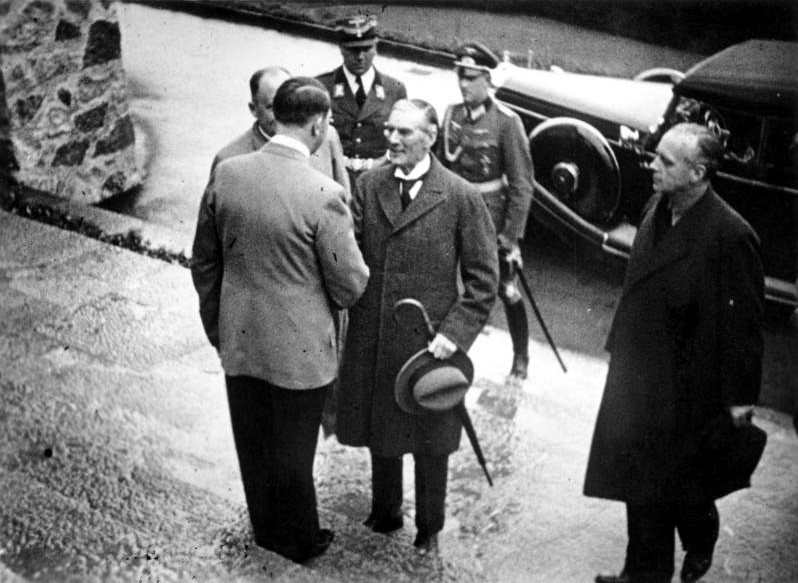
Hitler cumprimenta o primeiro-ministro britânico Neville Chamberlain e Lord Halifax nos degraus do Berghof

Os líderes empresariais alemães não gostavam da ideologia nazista, mas passaram a apoiar Hitler, porque viam os nazistas como um aliado útil para promover os seus interesses. Vários grupos empresariais realizaram significativas contribuições financeiras para o Partido Nazista antes e depois da tomada do poder nazista, na esperança de que uma ditadura nazista eliminaria o movimento sindical organizado e os partidos de esquerda. Hitler procurou ativamente obter o apoio dos líderes empresariais, argumentando que a empresa privada é incompatível com a democracia.
Embora se opusesse à ideologia comunista, Hitler elogiou publicamente o líder da União Soviética Joseph Stalin e o stalinismo em várias ocasiões. Hitler elogiou Stalin por tentar purificar o Partido Comunista da União Soviética das influências judaicas, dando destaque à purificação por Stalin de comunistas judeus como Leon Trotsky, Grigory Zinoviev, Lev Kamenev e Karl Radek. Embora Hitler sempre tivesse pretendido colocar a Alemanha em conflito com a União Soviética para que pudesse ganhar o Lebensraum ("espaço vital"), apoiou uma aliança estratégica temporária entre a Alemanha nazista e a União Soviética para formar uma frente comum antiliberal para que pudessem derrotar as democracias liberais, particularmente a França.
Hitler admirava o Império Britânico e o seu sistema colonial como prova viva da superioridade germânica sobre as raças "inferiores" e via o Reino Unido como um aliado natural da Alemanha. No Mein Kampf escreveu: "Por muito tempo, haverá apenas duas potências na Europa com as quais a Alemanha poderá concluir uma aliança. Essas potências são a Grã-Bretanha e a Itália".

### Relação com o fascismo
O termo "nazismo" é frequentemente usado como sinônimo de "fascismo". Ao passo que o nazismo incorporou elementos estilísticos do fascismo, as semelhanças principais entre os dois foram o nacionalismo, o irredentismo territorial e a teoria econômica. O nazismo pode ser considerado uma forma extrema de fascismo, muitas vezes chamado de nazifascismo e também pode ser encarado como um subconjunto do fascismo. Ao mesmo tempo que o fascismo é uma ideologia antiliberal e antissocialista que defende a supremacia do Estado e o interesse da coletividade em detrimento dos direitos e vontades individuais, o Nazismo acredita que o povo é a realidade fundamental e que Estado (no caso o alemão) seria responsável por unificar e expandir a comunidade racial germânica.
Do ponto de vista econômico, o nazismo partilha muitas características com o fascismo, como o controle governamental da finança e do investimento (através da atribuição de créditos) da indústria e da agricultura, ao mesmo tempo que o poder corporativo e os sistemas baseados no mercado para criar os preços se mantinham. Citando Benito Mussolini: "O fascismo devia ser chamado corporativismo, porque é uma fusão do Estado e do poder corporativo". Além disso, o papel que os sindicatos deviam desempenhar nas relações de trabalho nas empresas era outro ponto de contato entre fascismo e nazismo. Tanto o partido nazista alemão como o partido fascista italiano tiveram inícios ligados ao sindicalismo e encaravam o controle estatal como forma de eliminar o conflito nas relações laborais.
Porém existem diferenças entre o fascismo e o nazismo. Por exemplo, Benito Mussolini, líder do fascismo italiano, não adaptou o antissemitismo até se ter aliado a Hitler, enquanto o nazismo foi explicitamente antissemita desde o início.
De acordo com Sahid Maluf, em sua obra Teoria Geral do Estado, baseando-se nas observações de Pedro Calmon, as principais diferenças entre o fascismo e o nazismo seriam:
| Fator                                        | Fascismo                                      | Nazismo                                              |
| -------------------------------------------- | --------------------------------------------- | ---------------------------------------------------- |
| Moral                                        | clássica: "sonhava com o Império Romano"      | romântica: "reaviva as origens germânicas"           |
| Raça                                         | comunidade de sentimentos                     | laço de sangue                                       |
| Império                                      | tendência política: "fim dominador do Estado" | predominância racial: "destino superior dos arianos" |
| Conquista/incorporação (objetivo/explicação) | civilizador-colonial                          | unitarista da raça germânica                         |
| Essência do movimento                        | românica                                      | consanguínea                                         |

## História

### Origens

#### Influência do Romantismo
O filólogo Victor Klemperer associou as origens e os valores do nazismo provêm ao movimento romântico do início do século XIX. Segundo ele, tudo o que caracteriza o nazismo estava contido no Romantismo: a deposição da razão, a animalização do homem e a idealização do pensamento de poder. O escritor Max Blechman acreditava que existiam duas vertentes do romantismo: a revolucionária (inicial) e a conservadora (que surgiu por último). Também de acordo com Blechman, muitos pensadores nazistas usaram ideias do romantismo para tentar fortalecer o nazismo politicamente. Esses pensadores tentaram fazer o romantismo ser compatível com a doutrina nacional-socialista separando este em duas vertentes, assim como Blechman. A primeira delas era considerada subjetiva, antiga e decadente; a outra, associada ao romantismo alemão, era considerada objetiva e chegou a ser chamada de "Verdadeiro Romantismo".
Carl Schmitt, um dos principais teóricos do nazismo, chegou argumentar no livro Politische Romantik que o romantismo era um movimento politicamente irrelevante e que era essencialmente apolítico porque a sua principal orientação seria direcionada à estética. Entretanto, Schmitt também considerava o romantismo como algo que atrapalharia o seu objetivo de criar uma hegemonia da filosofia nacional socialista e também chegou a dizer que declarar que um movimento politizado seja "apolítico" é a melhor estratégia para fazer com que este seja considerado politicamente irrelevante.

#### Nacionalismo (Völkisch)

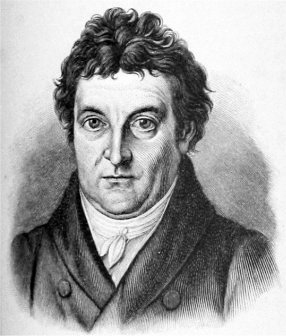
Johann Gottlieb Fichte, considerado um dos pais do nacionalismo alemão

Uma das influências ideológicas mais significativas sobre os nazistas foi o nacionalista alemão Johann Gottlieb Fichte, cujas obras serviram de inspiração para Hitler e outros membros nazistas, incluindo Dietrich Eckart e Arnold Fanck. Em sua obra Discursos à nação alemã (1808), escrita em meio à ocupação napoleônica de Berlim pela França, Fichte invocou uma revolução nacional alemã contra os ocupantes franceses, fazendo discursos públicos, armando seus alunos para a batalha contra os franceses, e salientando a necessidade da ação para expulsar os franceses. O nacionalismo de Fichte era populista e em oposição às elites tradicionais, insistindo na necessidade de uma "Guerra do Povo" (Volkskrieg), conceito este semelhante ao adotado posteriormente pelos nazistas. Fichte promoveu o excepcionalismo alemão e salientou a necessidade da nação alemã ser purificada, incluindo purgar a língua alemã de palavras francesas, uma política que os nazistas empreenderam ao assumir o poder.
Ele denunciou o materialismo, o individualismo e sociedade industrial urbana secularizada, ao defender uma sociedade "superior" com base na cultura "popular" alemã e no "sangue" alemão. Denunciou os estrangeiros, as ideias estrangeiras e declarou que os judeus, as nacionais minorias, católicos e maçons eram "traidores da nação" e indignos da inclusão na nação alemã. Ele descreveu o mundo em termos da lei natural e romantismo, exaltando as virtudes da vida rural, condenando a negligência da tradição e da decadência da moral, denunciou a destruição do meio ambiente, e condenou as culturas "cosmopolitas", como as dos judeus e ciganos.
Durante a era da Alemanha Imperial, o nacionalismo foi ofuscado tanto pelo patriotismo prussiano e pela tradição federalista dos vários estados que compunham o império. O evento da Primeira Guerra Mundial, incluindo o fim da monarquia prussiana na Alemanha, resultou em uma onda de nacionalismo revolucionário (ver: Revoluções de 1917-23). Os nazistas apoiaram tais políticas nacionalistas revolucionárias, e alegaram que a sua ideologia era influenciada pela liderança e políticas do chanceler alemão, Otto von Bismarck, o fundador do império alemão. Os nazistas declararam que eles se dedicariam a continuar o processo da criação de um sistema unificado alemão, o Estado-nação, que Bismarck tinha iniciado. Apesar de Hitler ser favorável à criação do Império Alemão, ele era crítico da política interna moderada de Bismarck. Sobre a questão do apoio de Bismarck de aceitar a Pequena Alemanha, excluindo a Áustria, ao contrário da Grande Alemanha dos nazistas, Hitler declarou que a realização de Bismarck foi o "maior conquista" que ele poderia ter alcançado "dentro dos limites possíveis da época". Em Mein Kampf (Minha Luta), Hitler apresentou-se como um "segundo Bismarck".

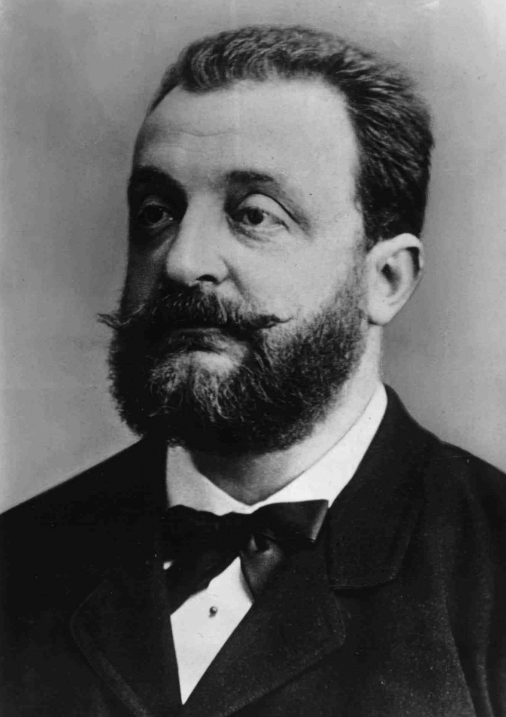
Georg Ritter von Schönerer

Durante sua juventude, na Áustria, Hitler foi politicamente influenciado pelo austríaco pangermanismo de Georg Ritter von Schonerer, que defendia o radical nacionalismo alemão, o antissemitismo, o anticatolicismo, o antieslavismo e visões antiHabsburgo. Copiando Schonerer e seus seguidores, Hitler adotou para o movimento nazista a saudação do Heil (ver: Saudação nazista e Sieg Heil), o título de Führer, e o modelo de liderança absoluta do partido. Hitler também ficou impressionado com o antissemitismo populista e agitação antiliberal burguesa de Karl Lueger, que como prefeito de Viena na época de Hitler, usou na cidade um estilo oratório demagógico, apelando para as massas populares. Lueger, ao contrário de Schonerer, não era um nacionalista alemão mas um defensor pró-católico dos Habsburgos.

### Derrota da Alemanha na Primeira Guerra Mundial e consequências
Nas palavras de Karl Dietrich Bracher: "o nazismo, como Hitler, foi o produto da Primeira Guerra Mundial, porém, recebeu sua forma e sua força daqueles problemas básicos da história alemã moderna que caracterizaram a difícil caminhada do movimento democrático".
Em 1917, a Alemanha havia derrotado a Rússia, que se retirou da guerra em meio à Revolução Bolchevique. Em 1918, tem início na Alemanha uma série de rebeliões populares, de trabalhadores e soldados, que, inspirados na Revolução Russa de 1917, pretendiam derrubar o governo e acabar com a guerra (ver: Revolução Alemã de 1918-1919). Os movimentos mais fortes eram justamente os socialistas, organizados pelo grupo chamado de Liga Espartaquista, liderados por Rosa Luxemburgo, que havia convivido com Lenin quando este morou na Alemanha.
Quase simultaneamente, estouravam rebeliões de camponeses famintos no sul da Alemanha e na região da Baviera. Os comunistas quase tomaram o poder em janeiro de 1919. Entretanto, durante todo o período 1917-1919, a ameaça da insurreição era constante e a elite temia que uma revolução popular pudesse acontecer a qualquer momento. Apesar de a guerra no front ocidental estar tecnicamente empatada, a entrada dos Estados Unidos em favor da Inglaterra e da França, em 1917, começava a mudar a guerra contra a Alemanha. A elite alemã toma uma decisão desesperada: aceita um acordo de paz desfavorável para não correr o risco de ver uma revolução comunista na Alemanha.
Na década de 1920, os nazistas se levantam como novo bastião contra os socialistas e se utilizam do discurso anticomunista para conseguir doações dos banqueiros e industriais alemães para suas campanhas eleitorais. O Partido Nazista tinha assim dois grandes desafios político-ideológicos: explicar a derrota de um povo teoricamente superior e, ao mesmo tempo, conseguir encontrar um culpado que não fossem os banqueiros alemães, que agora financiavam as campanhas eleitorais do partido Nazista. Hitler construiu a solução na obra "Minha Luta", que refinou posteriormente em outros escritos do Partido Nazi. A solução era simples: Hitler argumentou que a Alemanha havia sido derrotada por uma grande conspiração internacional de judeus (ver: Conspiração judaico-maçônico-comunista internacional). Ele criou uma maléfica e terrível conspiração de judeus de diferentes países (banqueiros judeus na Inglaterra e na França, associados com judeus comunistas na Rússia), que se uniram para derrotar a Alemanha. Hitler conseguiu, com uma só teoria, explicar a derrota na Primeira Guerra Mundial.
A maior parte dos judeus que tinha condições econômicas suficientes deixou a Alemanha quando Hitler tomou o poder em 1933-1934. Logo são iniciadas as primeiras perseguições generalizadas de judeus, mas a maior parte deles se sentiam mais alemães do que judeus e acreditavam que podiam convencer o restante da Alemanha disso. E a perseguição começou aos poucos, em 1933-1934, com a caça aos "judeus comunistas", acusados de provocar o incêndio do Reichstag. Isso permitiu a Hitler eliminar o principal partido de oposição (o Partido Comunista Alemão), prender e mandar matar os líderes sindicais e impor sua ditadura. Na sequência, a "depuração" da sociedade alemã (como os nazistas denominavam esse processo de limpeza étnica), continuou com a prisão dos judeus nos campos de trabalho forçado.
Somando-se os judeus residentes na Alemanha, os que residiam nos países que foram ocupados pelos nazistas durante a Segunda Guerra Mundial (Polônia, Tchecoslováquia, Áustria), ciganos, homossexuais (ver: Homossexuais na Alemanha Nazista) e um número incontável de presos políticos, comunistas, anarquistas e sindicalistas em geral, foram mortos entre 5 e 6 milhões de pessoas, apenas nos campos de concentração.

### O Programa de 25 pontos do NSDAP
O "Programa de 25 Pontos", oficialmente "Programa de 25 Pontos do Partido Nacional-Socialista dos Trabalhadores Alemães" (em alemão: Das 25-Punkte-Programm der Nationalsozialistischen Deutschen Arbeiterpartei) é o nome dado ao programa político do Partido dos Trabalhadores Alemães (DAP), tal como foi proclamado em 24 de fevereiro de 1920, em Munique, por Adolf Hitler. O programa foi aprovado por uma audiência de duas mil pessoas (segundo a descrição de Hitler em Mein Kampf), na Hofbräuhaus, uma das maiores cervejarias da cidade.
Em 8 de agosto do mesmo ano, o DAP passou a se chamar Partido Nacional-Socialista dos Trabalhadores Alemães, mantendo o mesmo programa.

### Holocausto

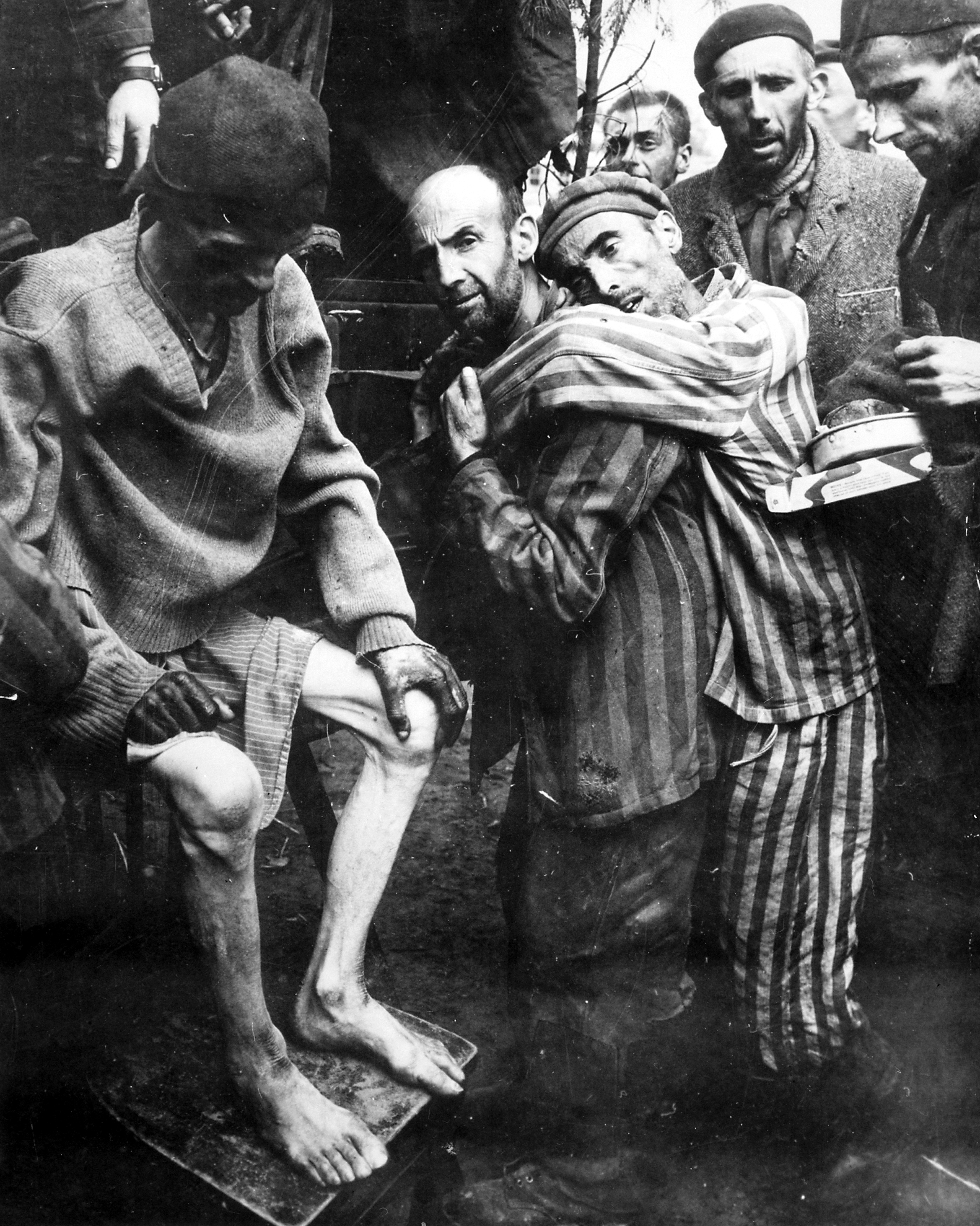
O Estado Nazista perseguiu judeus e outras minorias étnicas e sociais durante o Holocausto, juntando os seus prisioneiros em campos de concentração. A imagem representa prisioneiros do Campo de concentração de Wöbbelin

Holocausto é o nome geralmente utilizado para se referir tanto ao genocídio praticado pela Alemanha Nazista durante a Segunda Guerra Mundial quanto ao somatório de políticas antissemitas praticadas pelo Terceiro Reich entre 1933-1945. O termo "Holocausto", que originalmente veio da palavra grega romanizada holokauston (em grego:  ὁλόκαυστος), foi histórica e inicialmente usado para designar uma oferta um sacrifício ao deuses (ou uma oferta de sacrifício dos judeus), na qual a vítima era queimada em um altar. O vocábulo é utilizado desde a década de 1980 para se referir ao assassinato de mais de dez milhões de pessoas, que vitimou principalmente os judeus.
Os Judeus foram as principais vítimas do Holocausto. Antes de iniciar diretamente a sua política de extermínio, o Estado Nazista criou leis antissemitas para excluir os judeus da sociedade alemã. As principais foram essas duas, que foram criadas em 1935 e passaram a ser conhecidas como Leis de Nuremberg: Lei de Proteção do Sangue e da Honra Alemã e a Lei de Cidadania do Reich, a primeira proibia relações conjugais e sexuais entre judeus e alemães e a segunda revogou a cidadania alemã de judeus, reduzindo-os a "sujeitos do Estado". As principais localidades para as quais o Regime Nazista enviou as vítimas do Holocausto foram os guetos e os campos de concentração. Os primeiros eram usados especificamente para abrigar judeus e funcionavam como áreas transitórias, onde eles ficavam até serem enviados para os campos de concentração, que abrigavam todos os grupos perseguidos pelo Terceiro Reich. O principal método de assassinato utilizado nesses campos foi o uso de câmaras de gás.

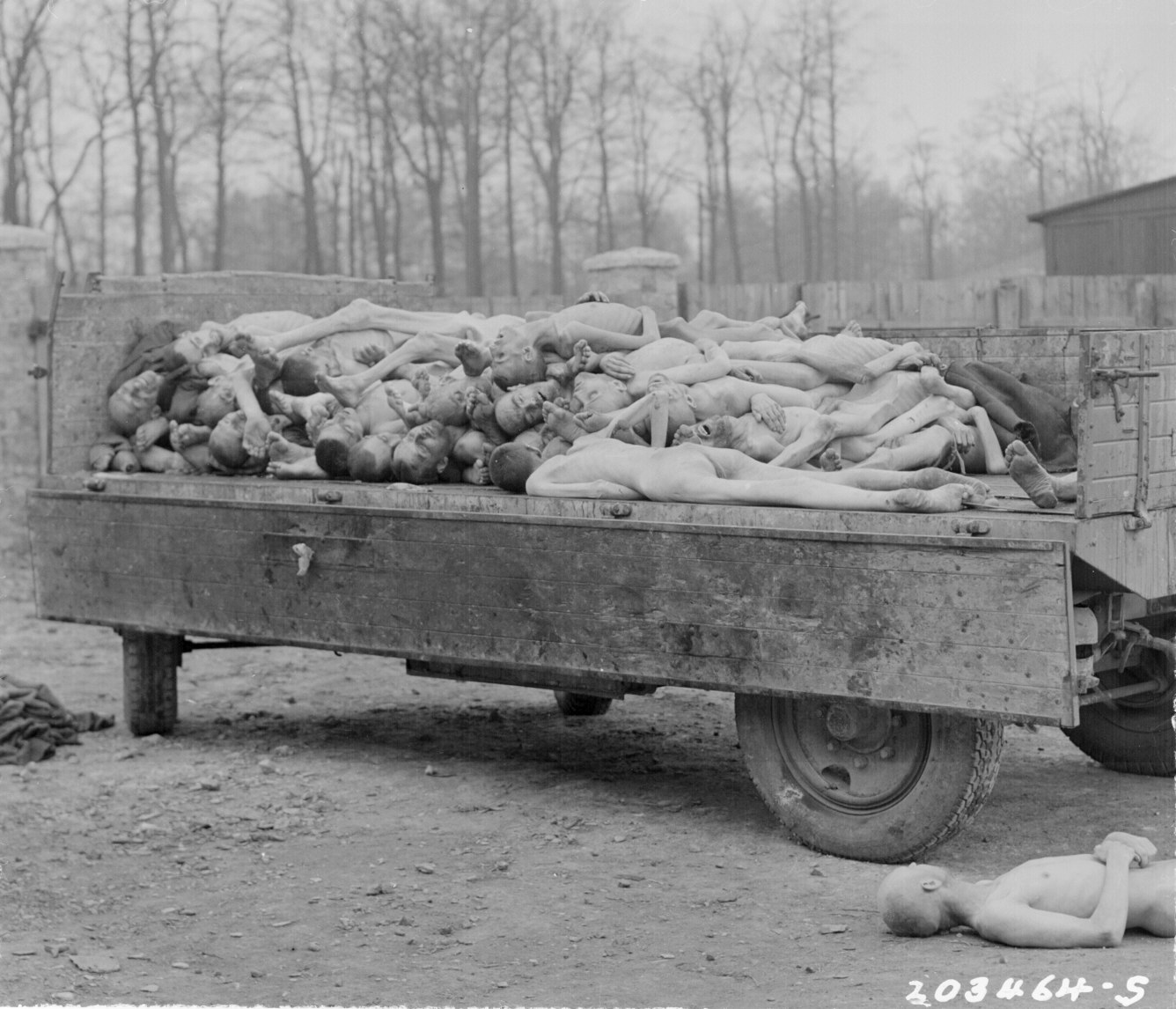
Corpos de prisioneiros da Alemanha Nazista encontrados pelas tropas americanas em Weimar, Alemanha

Além dos Judeus, a Alemanha Nazista também perseguiu com mais intensidade eslavos, ciganos, homossexuais, testemunhas de jeová, opositores políticos e deficientes físicos e mentais. O Terceiro Reich também perseguiu, com menor intensidade, os negros e os maçons. A principal medida dos nazistas contra os negros foi a esterilização forçada e somente cerca de vinte deles foram levados para campos de concentração; porém, eles foram afetados pelas Leis de Nuremberg e muitos negros fugiram da Alemanha devido a perseguição. Os maçons foram atacados e tratados como inimigos pelos nazistas, mas não chegaram a ser considerados por eles como uma ameaça isolada e, por isso, não sofreram uma perseguição sistemática. O Estado Nazista utilizou um sistema de triângulos coloridos para identificar os seus prisioneiros.
O uso da palavra Holocausto para designar as vítimas das perseguições do Reich que não professavam o Judaísmo é algo é contestado por muitos estudiosos. O principal argumento usado por eles é que o termo foi originalmente concebido para descrever o extermínio dos judeus e que o Holocausto judeu foi um crime em uma escala tal, e de tal totalidade e especificidade, como a culminação da longa história do antissemitismo europeu, que não deve ser incluído em uma categoria geral com todos os outros crimes cometidos pelos nazistas. Dois termos mais específicos para os judeus são utilizados para se referir a esse acontecimento: "Shoah" e "Solução Final da Questão Judaica". Enquanto o primeiro significa "destruição" ou "catástrofe" e é a palavra mais utilizada para se referir ao acontecimento em Israel, o segundo foi o nome oficial utilizado pelo Terceiro Reich para descrever a sua política de extermínio dos judeus.

## Base filosófica

### A essência do nazismo: totalitarismo e racismo

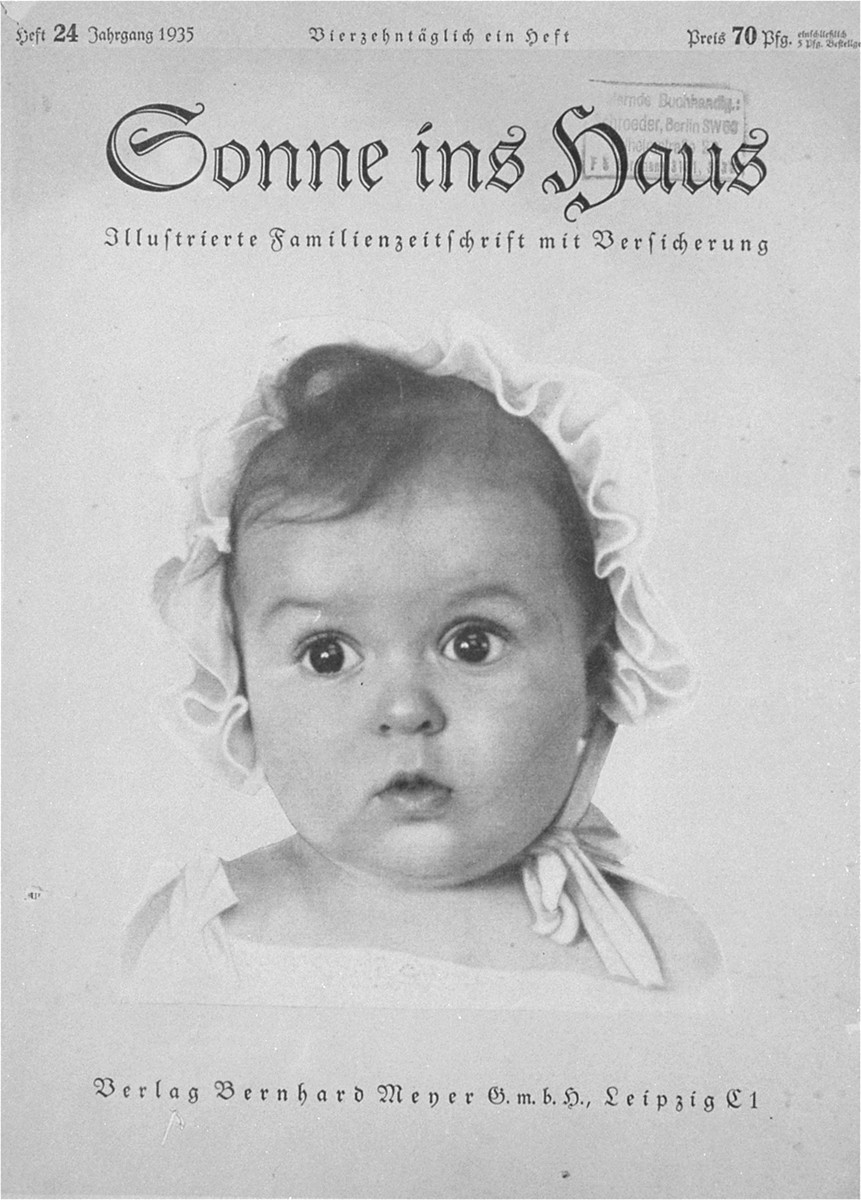
Joseph Goebbels selecionou pessoalmente Hessy Levinsons Taft, uma jovem bebê judia, para representar o "bebê ariano ideal" em uma propaganda nazista. Goebbels não sabia sobre a ancestralidade da criança. (ca. 1935)

A essência do fascismo e do nazismo está no totalitarismo, especificamente na noção de controle totalitário, ou seja, na ideia de que o Estado e, em última instância, o chefe de Estado (no caso da Alemanha, o Führer), deveria controlar tudo e todos. Para isso, a homogeneização da sociedade é fundamental (ver: Gleichschaltung). As formas de controle social em regimes totalitários geralmente envolvem o uso e a exacerbação do medo a um grau extremo. Todos passam a vigiar a todos e todos se sentem vigiados e intimidados. Cada indivíduo passa a ser cooperador do Führer no processo de construção de uma sociedade "homogênea". Nesse processo de homogeneização totalitária, os inúmeros festivais, atividades cívicas, como as mobilização das massas nas ruas, foram determinantes.
O nacionalismo étnico do nazismo teve influências de duas teorias raciais alemãs, Herrenvolk ("raça-mestra") e o Übermensch ("super-homem"). Além disso, a ideologia nazista possuía uma crença na necessidade de purificar a "raça alemã" através da eugenia, que culminou na eutanásia não voluntária de pessoas deficientes (ver: Aktion T4).
Para controlar tudo e todos, o nazismo instigava e exacerbava ao extremo o nacionalismo, geralmente associado às rivalidades com outros países suposta ou realmente ameaçadores. A ideia de um inimigo externo extremamente poderoso é funcional para unir a sociedade contra o "inimigo comum". O medo de um inimigo externo é funcional para aglutinar socialmente povos que até há pouco tempo não se identificavam como uma só nação, como foram os casos de países unificados apenas no século XIX (Alemanha e Itália). Como Sigmund Freud havia demonstrado, a necessidade da criação artificial da identidade em grupos sociais pode levar à homogeneização forçada destes, e a existência de membros diferentes no grupo é desestabilizadora, o que leva o grupo a tentar eliminá-lo.
Entretanto, era necessário algo mais, além do medo de um inimigo externo, para conseguir atingir o ultranacionalismo e o totalitarismo. Era funcional criar inimigos internos, sorrateiros, subterrâneos, conspiratórios. No fascismo, o papel de 'inimigo sorrateiro' é destinado ao comunismo e aos comunistas como um todo. Já o nazismo acrescenta ao rol de inimigos — em que já estava incluído o comunismo — algumas minorias étnico-religiosas: os judeus, em um primeiro momento, e depois os ciganos e os povos eslavos (já durante a Segunda Guerra Mundial). A partir disso é que se torna central o segundo pilar do nazismo — a ideologia da superioridade racial ariana.

#### Antissemitismo
O preconceito antissemita era muito comum no mundo ocidental, principalmente a partir do final do século XIX. Por isso, diz-se que a aceitação das massas dependia do antissemitismo e da exaltação do orgulho alemão, ferido com a derrota na Primeira Guerra Mundial. O historiador Léon Poliakov, através de seu conjunto de livros de quatro volumes conhecido como a A História do Antissemitismo, mostra que o antissemitismo não é fruto de doutrinas atuais, mas sim de tempos remotos, fazendo uma conexão entre o antissemitismo com a história do judaísmo.

### O papel da ideologia da superioridade racial no nazismo
Hitler e a obra Mein Kampf
De acordo com o livro Mein Kampf ("Minha Luta"), Hitler desenvolveu as suas teorias políticas pela observação cuidadosa das políticas do Império Austro-Húngaro. Ele nasceu como cidadão do Império e acreditava que a sua diversidade étnica e linguística o enfraquecera. Também via a democracia como "um canal através do qual o bolchevismo permite que seus venenos fluam para os diferentes países e trabalhe lá por tempo suficiente para que essas infecções conduzam a um enfraquecimento da inteligência e da força de resistência".
O nazismo defende que uma nação é a máxima criação de uma raça. Consequentemente, as grandes nações (literalmente, nações grandes) seriam a criação de grandes raças. A teoria diz que as grandes nações alcançam tal nível devido aos seus poderios militar e intelectual e que estes, por sua vez, se originam em culturas racionais e civilizadas, que, por sua vez ainda, são criadas por raças com boa saúde natural e traços agressivos, inteligentes e corajosos.
As nações mais fracas seriam então aquelas criadas por raças impuras, isto é, que não apresentam a totalidade de indivíduos de origem única. De acordo com os nazistas, um erro óbvio desse tipo é permitir ou encorajar múltiplas línguas dentro de uma nação. Essa crença é o motivo pelo qual os nazistas alemães estavam tão preocupados com a unificação dos territórios dos povos de língua alemã.
Nações incapazes de defender as suas fronteiras, diziam, seriam a criação de raças fracas ou escravas. Defendiam eles que as raças escravas eram menos dignas de existir do que as raças-mestras. Em particular, se uma raça-mestra necessitasse de um espaço vital (Lebensraum) para viver, teria ela o direito de tomar o território das raças fracas para si.
Trata-se de uma teoria originalmente concebida pelo geógrafo alemão Friedrich Ratzel, que propôs uma "antropogeografia" como um ramo da geografia humana, como o espaço de vida dos grupamentos humanos. Ao sistematizar os conhecimentos políticos aplicados pela geografia, Ratzel contribuiu decisivamente para o surgimento da geografia política, que, no início do século XX, foi acrescida do termo geopolítica.
Friedrich Ratzel visitou a América do Norte no início de 1873 e se impressionou com a doutrina do Destino Manifesto nos EUA. Ratzel simpatizava com os resultados do Destino Manifesto, mas ele nunca usou o termo. Em vez disso, ele contou com a Tese da Fronteira de Frederick Jackson Turner. Ratzel defendeu colônias ultramarinas para a Alemanha, na Ásia e África (ver: Império colonial alemão), mas não uma expansão em terras eslavas. Alguns alemães reinterpretaram Ratzel para defender o direito da raça alemã de se expandir na Europa e essa noção foi mais tarde incorporada na ideologia nazista. Harriet Wanklyn argumenta que os políticos distorceram a teoria de Ratzel para objetivos políticos.
Raças sem pátria eram, portanto, consideradas "raças parasíticas". Quanto mais ricos fossem os membros da "raça parasítica", mais virulento seria o parasitismo. Uma raça-mestra podia, portanto, de acordo com a doutrina nazista, endireitar-se facilmente pela eliminação das "raças parasíticas" da sua pátria. Foi essa a justificativa teórica para a opressão e eliminação dos judeus, ciganos, eslavos e homossexuais, um dever que muitos nazis consideravam repugnante, tendo eles como prioridade a consolidação do estado ariano.
As religiões que reconhecessem e ensinassem essas verdades eram as religiões "verdadeiras" ou "mestras" porque criavam liderança ao evitarem as "mentiras reconfortantes". As que pregassem o amor e a tolerância, "em contradição com os fatos", eram chamadas religiões "escravas" ou "falsas". Os homens que aceitassem essas "verdades" eram chamados "líderes naturais"; os que as rejeitassem eram chamados "escravos naturais". Dizia-se dos escravos, especialmente dos inteligentes, que embaraçavam os mestres pela promoção de falsas doutrinas religiosas e políticas. Apesar disso, Hitler em seu primeiro discurso como chanceler disse que o cristianismo ocupava um local central na sociedade alemã.

## Economia

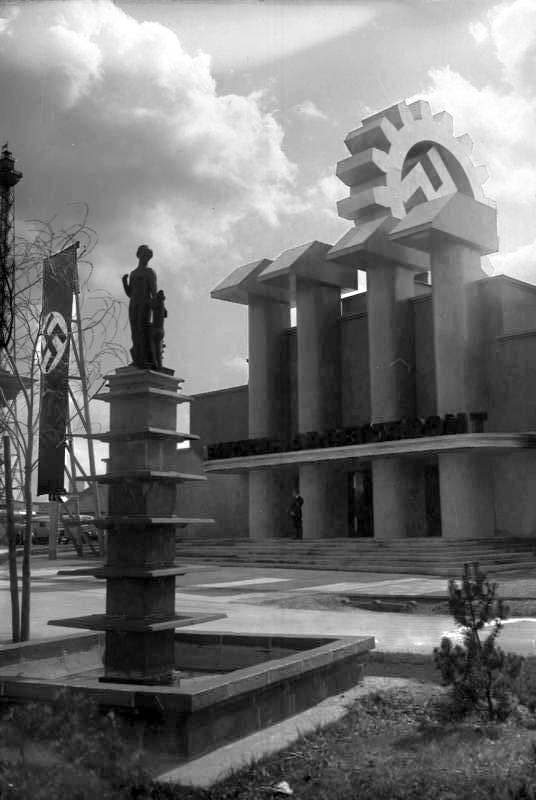
Deutsches Volk–Deutsche Arbeit: Povo Alemão, Trabalho Alemão, a aliança do trabalhador e do trabalho (1934)

Os nazistas chegaram ao poder em meio à Grande Depressão, quando a taxa de desemprego alemã da época estava perto de 30%. De um modo geral, os teóricos e políticos nazistas atribuíram as falhas econômicas anteriores da Alemanha a causas políticas, como a influência do marxismo na força de trabalho, as maquinações sinistras e exploradoras do que eles chamaram de judaísmo internacional e as demandas de reparação de guerra dos líderes políticos ocidentais. Em vez dos incentivos econômicos tradicionais, os nazistas ofereceram soluções de natureza política, como a eliminação dos sindicatos organizados, o rearmamento (em violação do Tratado de Versalhes) e a política biológica. Vários programas de trabalho destinados a estabelecer o pleno emprego para a população alemã foram instituídos assim que os nazistas tomaram todo o poder nacional. Hitler encorajou projetos com apoio nacional, como a construção do sistema de rodovias Autobahn, a introdução de um carro popular acessível (Fusca) e, mais tarde, os nazistas fortaleceram a economia por meio dos negócios e empregos gerados pelo rearmamento militar. Os nazistas se beneficiaram no início da existência do regime com a primeira recuperação econômica pós-Depressão, e isso combinado com seus projetos de obras públicas, programa de aquisição de empregos e programa de conserto de casa subsidiado, reduziu o desemprego em até quarenta por cento em um ano. Esse desenvolvimento temperou o clima psicológico desfavorável causado pela crise econômica anterior e encorajou os alemães a marcharem em sintonia com o regime. As políticas econômicas dos nazistas foram, em muitos aspectos, uma continuação das políticas do Partido Nacional do Povo Alemão, um partido nacional-conservador e parceiro de coalizão nazista. Enquanto outros países capitalistas ocidentais se esforçaram para aumentar a propriedade estatal da indústria durante o mesmo período, os nazistas transferiram a propriedade pública e serviços públicos para o setor privado. Foi uma política intencional com objetivos múltiplos, em vez de ideologicamente orientada, e foi usada como uma ferramenta para aumentar o apoio das massas ao governo nazista e ao partido.
O governo nazista deu continuidade às políticas econômicas introduzidas pelo governo de Kurt von Schleicher em 1932 para combater os efeitos da Depressão. Ao ser nomeado chanceler em 1933, Hitler nomeou Hjalmar Schacht, um ex-membro do Partido Democrático Alemão, como presidente do Reichsbank em 1933 e ministro da Economia em 1934. Hitler prometeu medidas para aumentar o emprego, proteger a moeda alemã e promover a recuperação da Grande Depressão. Isso incluía um programa de assentamento agrário, serviço de mão-de-obra e garantia de manutenção da saúde e das pensões. No entanto, essas políticas e programas, que incluíam grandes programas de obras públicas apoiados por gastos deficitários, como a construção da rede Autobahn para estimular a economia e reduzir o desemprego, foram herdados e planejados para serem realizados pela República de Weimar durante a presidência do conservador Paul von Hindenburg, porém os nazistas se apropriaram dessas políticas. Acima de tudo, a prioridade de Hitler era o rearmamento e o aumento do exército alemão em preparação para uma eventual guerra para conquistar o Lebensraum no Leste. As políticas de Schacht criaram um esquema de financiamento do déficit, no qual os projetos de capital eram pagos com a emissão de notas promissórias chamadas notas Mefo, que podiam ser negociadas entre as empresas. Isso foi particularmente útil em permitir que a Alemanha se rearmar, porque as notas Mefo não eram Reichsmarks e não apareceriam no orçamento federal, o que facilitou a ocultação do rearmamento. No início de seu governo, Hitler disse que "o futuro da Alemanha depende exclusivamente e apenas da reconstrução da Wehrmacht. Todas as outras tarefas devem ceder precedência à tarefa de rearmamento." Essa política foi implementada imediatamente, com os gastos militares crescendo rapidamente e muito maiores do que os programas de criação de trabalho civil. Já em junho de 1933, os gastos militares para o ano foram planejados para ser três vezes maiores do que os gastos com todas as medidas de criação de trabalho civil em 1932 e 1933 combinados. A Alemanha Nazista aumentou seus gastos militares mais rapidamente do que qualquer outro estado em tempo de paz, com a parcela dos gastos militares crescendo de um por cento para dez por cento da renda nacional apenas nos primeiros dois anos do regime. Eventualmente, atingiu 75 por cento em 1944.
Apesar de sua retórica condenando as grandes empresas, os nazistas rapidamente firmaram uma parceria com empresas alemãs em fevereiro de 1933. Naquele mês, depois de ser nomeado chanceler, mas antes de ganhar poderes ditatoriais, Hitler fez um apelo pessoal aos líderes empresariais alemães para ajudarem a financiar o Partido Nazista nos meses cruciais que se seguiriam. Ele argumentou que deveriam apoiá-lo no estabelecimento de uma ditadura porque "a empresa privada não pode ser mantida na era da democracia" e porque a democracia levaria ao comunismo. Ele prometeu destruir a esquerda alemã e os sindicatos, sem qualquer menção de políticas antijudaicas ou conquistas estrangeiras. Nas semanas seguintes, o Partido Nazista recebeu contribuições de dezessete grupos empresariais diferentes, sendo a maior parte do IG Farben e do Deutsche Bank. historiador Adam Tooze escreve que os líderes empresariais alemães eram, portanto, "parceiros voluntários na destruição do pluralismo político na Alemanha". Em troca, proprietários e gerentes de empresas alemãs receberam poderes sem precedentes para controlar sua força de trabalho, a negociação coletiva foi abolida e os salários congelados em um nível relativamente baixo. Os lucros das empresas também aumentaram muito rapidamente, assim como o investimento corporativo. Além disso, os nazistas privatizaram propriedades e serviços públicos, apenas aumentando o controle econômico do Estado por meio de regulamentações. Hitler acreditava que a propriedade privada era útil porque encorajava a competição criativa e a inovação técnica, mas insistia que deveria se conformar aos interesses nacionais e ser "produtiva" ao invés de "parasitária". Os direitos de propriedade privada estavam condicionados ao cumprimento das prioridades econômicas estabelecidas pela liderança nazista, com altos lucros como recompensa para as empresas que os seguiram e a ameaça de nacionalização sendo usada contra aqueles que não o seguiram. Sob a economia nazista, a livre competição e os mercados autorregulados diminuíram, mas as crenças darwinistas sociais de Hitler o fizeram manter a competição empresarial e a propriedade privada como motores econômicos.
Os nazistas eram hostis à ideia de bem-estar social em princípio, defendendo, em vez disso, apoiavam o conceito social darwinista de que os fracos e fracos deveriam perecer. Eles condenaram o sistema de bem-estar da República de Weimar, bem como a caridade privada, acusando-os de apoiar pessoas consideradas racialmente inferiores e fracas, que deveriam ter sido eliminadas no processo de seleção natural. No entanto, diante do desemprego em massa e da pobreza da Grande Depressão, os nazistas acharam necessário estabelecer instituições de caridade para ajudar os alemães racialmente puros a fim de manter o apoio popular, enquanto argumentavam que isso representava "auto-ajuda racial "e não a caridade indiscriminada ou o bem-estar social universal. Programas nazistas como o Winter Relief of the German People e o mais amplo National Socialist People's Welfare (NSV) foram organizados como instituições quase privadas, oficialmente contando com doações privadas de alemães para ajudar outros de sua raça, embora na prática aqueles que se recusaram a doar enfrentaram graves consequências. Ao contrário das instituições de bem-estar social da República de Weimar e das instituições de caridade cristãs, o NSV distribuiu assistência explicitamente por motivos raciais. Fornecia apoio apenas para aqueles que eram "racialmente sólidos, capazes e dispostos a trabalhar, politicamente confiáveis e dispostos e capazes de se reproduzir". Os não-arianos foram excluídos, bem como os "tímidos para o trabalho", "a-sociais" e os "doentes hereditários". Esforços bem-sucedidos foram feitos para envolver as mulheres de classe média no trabalho social, auxiliando famílias numerosas, e as campanhas de Ajuda no Inverno atuaram como um ritual para gerar simpatia pública.
As políticas agrárias também foram importantes para os nazistas, pois correspondiam não apenas à economia, mas também à sua concepção geopolítica do Lebensraum. Para Hitler, a aquisição de terras e solo era um requisito para moldar a economia alemã. Para amarrar os agricultores às suas terras, a venda de terras agrícolas era proibida. A propriedade das fazendas permaneceu privada, mas os direitos de monopólio comercial foram concedidos às juntas de comercialização para controlar a produção e os preços com um sistema de cotas. A Lei Hereditária da Fazenda de 1933 estabeleceu uma estrutura de cartel sob um órgão governamental conhecido como Reichsnährstand (RNST), que determinava "tudo, desde sementes e fertilizantes usados até como a terra era herdada". Hitler via, principalmente, a economia alemã como um instrumento de poder e acreditava que a economia não se tratava de criar riqueza e progresso técnico para melhorar a qualidade de vida dos cidadãos de uma nação, mas sim que o sucesso econômico era fundamental para fornecer os meios e as bases materiais necessários para a conquista militar. Enquanto o progresso econômico gerado pelos programas nacional-socialistas tinha o seu papel de apaziguar o povo alemão, os nazistas e Hitler em particular não acreditavam que as soluções econômicas por si só fossem suficientes para lançar a Alemanha no palco como potência mundial. Os nazistas, portanto, buscaram assegurar um renascimento econômico geral acompanhado por gastos militares maciços para o rearmamento, especialmente mais tarde por meio da implementação do Plano de Quatro Anos, que consolidou seu governo e garantiu firmemente uma relação de comando entre a indústria de armas alemã e o governo nacional-socialista. Entre 1933 e 1939, os gastos militares ultrapassaram 82 bilhões de marcos do Reich e representaram 23% do produto nacional bruto da Alemanha, à medida que os nazistas mobilizaram seu povo e economia para a guerra.

### O antiliberalismo nazista
Os nazistas acreditavam que o capitalismo de livre mercado causava danos às nações pelo controle das finanças internacionais, pelo domínio econômico das grandes empresas e pela influência dos judeus. Cartazes de propaganda nazista, nos bairros de classe trabalhadora, possuíam elementos que associavam a ideologia ao anticapitalismo. Em um deles, estava escrito: "Manter um sistema industrial podre não tem nada a ver com nacionalismo. Eu posso amar a Alemanha e odiar o capitalismo".
Hitler expressava, tanto em público como em privado, um profundo desprezo pelo capitalismo, acusando-o de tomar como reféns as nações para beneficiar os interesses de uma classe rentista de "parasitas cosmopolitas". Ele era contra a economia de mercado e a busca desenfreada do lucro e queria uma economia que respeitasse o interesse público. Não confiava no capitalismo e preferiu uma economia planificada. Hitler declarou em 1934, em um quadro do partido, que "o sistema econômico contemporâneo fora criação dos judeus".
Hitler confidenciou um dia para Benito Mussolini que "o capitalismo tinha passado o seu tempo". Hitler também acreditava que a classe empresarial "não queria outra coisa que não fossem lucros e a Pátria não significava nada para eles". Hitler considerava Napoleão como um modelo para o seu comportamento anticonservador, anticapitalista e antiburguês.
Em seu Mein Kampf, Hitler mostrou o seu compromisso com o mercantilismo. Ele acreditava que os recursos econômicos ligados a um território tinham que ser requisitados pela força. Ele acreditava na aplicação do conceito de espaço vital para trazer esses territórios valiosos para a economia alemã. Ele pensava que a única maneira de manter a segurança econômica era ter controle direto sobre recursos, em vez de depender de comércio internacional. Ele afirmou que a guerra era a única maneira para ganhar esses recursos e o única modo de derrotar o sistema econômico capitalista em declínio.
Um número de nazistas tinha profundas convicções socialistas e anticapitalistas, em particular, Ernst Röhm, o líder da Sturmabteilung (SA). Röhm alegou que os nazistas chegaram ao poder constituindo uma revolução nacional, mas ele declarou enfaticamente que uma "segunda revolução socialista" era necessária para que a ideologia nazista fosse completada. Outro nazista de alta patente, o ministro da Propaganda Joseph Goebbels, afirmou categoricamente o caráter socialista do nazismo ao escrever em seu diário que, se ele tivesse que escolher entre o bolchevismo e o capitalismo, "seria melhor para nós ir para baixo com o bolchevismo do que viver na escravidão eterna do capitalismo".

### O anticomunismo nazista
Os nazistas alegavam que o comunismo era perigoso para o bem-estar das nações por causa de sua intenção de dissolver a propriedade privada, por apoiar a luta de classes, sua agressão contra a classe média, sua hostilidade para com os pequenos empresários, e seu ateísmo. O nazismo rejeitava o conceito de luta de classes e também o igualitarismo, favorecendo uma economia estratificada, com as classes sociais definidas tendo por base critérios raciais e, em teoria, o mérito e o talento, mantendo propriedade privada, bem como criando uma espécie de solidariedade nacional que transcenderia a distinção de classe.
Ao longo da década de 1920, Hitler apelou às diferentes facções nazistas para que se unissem em oposição ao "bolchevismo judeu". Hitler afirmava que os "três vícios" do "judeu marxista" foram a democracia, o pacifismo e internacionalismo. Em 1930, Adolf Hitler disse: "… Nosso termo adotado "socialista" não tem nada a ver com o socialismo marxista, Marxismo é antipropriedade; enquanto o verdadeiro socialismo não é!". Em conversas particulares datadas de 1942, Hitler afirmou: "Eu absolutamente insisto em proteger a propriedade privada; … nós devemos incentivar a iniciativa privada". Nos últimos anos da década de 30 e início dos anos 40, os grupos e regimes anticomunistas que apoiaram o nazismo incluíam a Falange Espanhola; o Regime Vichy na França e; na Grã-Bretanha foram apoiados por Lord Halifax, Cliveden Set, pela União Britânica de Fascistas de Sir Oswald Mosley, e por associados de Neville Chamberlain.

## Nazismo e religião

### Relação com o Cristianismo

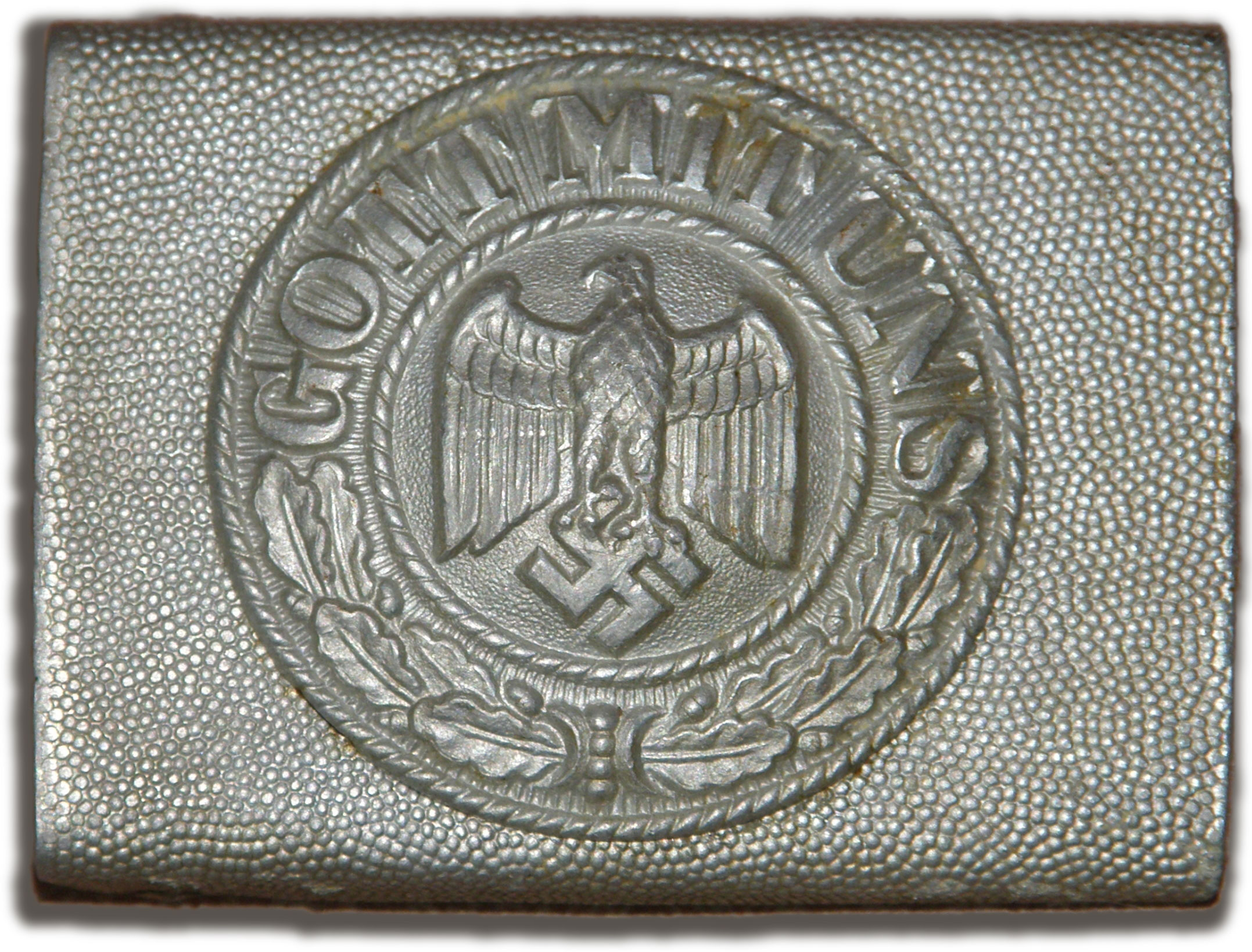
Fivela de uniforme militar nazista com "Gott mit uns" ("Deus está connosco") gravado nela. O uso deste lema é, contudo, muito anterior ao período nazi; já na Primeira Guerra Mundial os soldados alemães a usavam nos cintos

O historiador Laurence Rees, procurou analisar a relação entre o Cristianismo e o pensamento de Hitler no livro O Carisma de Adolf Hitler. Rees chegou a conclusão de que este procurou fortalecer o seu movimento associando-o, de forma oportunista, com a doutrina cristã.
Ele diz que Hitler, com o passar dos anos, mudou a ênfase que dava para os preceitos tradicionais cristãos para uma ideia pouco precisa de "Providência" que, mesmo não se sabendo quem ou o que esta seria, muitos cristãos alemães associavam ao Cristianismo. Hitler também chegou a dar diversas declarações abertamente anticristãs em conversas privadas; em uma delas, ele chegou a dizer que o cristianismo teria sido a "religião errada" para a Alemanha, e em outra que ele era "uma invenção de cérebros doentes". Porém, mesmo que a visão de que Hitler era anticristão seja forte, o movimento nazista era bastante heterogêneo quanto ao cristianismo. Ao mesmo tempo que houve diversos líderes nazistas abertamente contrários a ele, tais como: Joseph Goebbels, Martin Bormann, Alfred Rosenberg e Heinrich Himmler; também existiram outros que eram favoráveis, como Erich Koch por exemplo.
A principal iniciativa do nazismo para conseguir um apoio maior do povo alemão através da doutrina cristã foi a tentativa de criar um modelo de cristianismo que fosse compatível com a suas ideias, este ficou conhecido como "Cristianismo positivo" (Positives Christentum). De acordo com Richard Steigmann-Gall, o Cristianismo positivo teria surgido no século XIX através do Protestantismo liberal (Kulturprotestantismus), movimento que teve como principal proposta a reinterpretação do cristianismo através da rejeição ao Antigo Testamento e, de acordo com Franklin Ferreira, teve como pano de fundo o Antissemitismo. O termo "Cristianismo positivo" foi usado no 24.° ponto do Programa do Partido Nazista de 1920, com a seguinte frase: "O Partido, como tal, defende o ponto de vista de um cristianismo positivo, sem se ligar confessionalmente a qualquer denominação".
Nas igrejas protestantes, a ascensão nazista ao poder na Alemanha foi no início acolhida com "benévola simpatia". Tendo o nazismo procurado identificar-se com o patriotismo alemão, algumas personalidades protestantes, como o Dr. Martin Niemöller, votaram inicialmente em favor dos nacional-socialistas. Em julho de 1933, os representantes das igrejas protestantes alemãs escreveram uma constituição para a criação de uma Reichskirche (Igreja do Reich), que foi criada a partir da fusão das 28 igrejas luteranas e reformistas alemães, e que era considerada a "igreja oficial" do regime.
Desde o início, foi diferente a atitude dos católicos, alarmados pelo conteúdo racista dos livros "Minha Luta", de Adolf Hitler, e "O Mito do século XX", de Alfred Rosenberg. Nesses livros, os arianos surgem como os elementos superiores da humanidade, defendendo-se a pureza racial ariana como a primeira necessidade dos alemães. Contrapunham os católicos que a destruição de barreiras entre judeus e gentílicos pertence à própria essência do Evangelho e que o racismo não tem cabimento na igreja cristã.
Quando Hitler aceitou uma Concordata com o Vaticano (Reichskonkordat), houve alguns católicos que ainda hesitaram. Os dois inimigos mortais da Alemanha, tal como os nazistas afirmavam na sua propaganda interna, eram, porém, claramente identificados: marxismo e judaísmo. A "incompatibilidade fundamental do nacional-socialismo com a religião cristã era manifesta", passando todos os cristãos, tanto protestantes como católicos, ao ataque sistemático ao nazismo.
Apesar disso, as relações do Partido Nazista com a Igreja Católica têm sido apresentadas por alguns autores como controversa. Argumentam não saber se Hitler se considerava, ou não, cristão, e que a hierarquia da Igreja, representada pelo Papa Pio XI, se teria mantido basicamente silenciosa (ver: Vaticano durante a Segunda Guerra Mundial). A existência de um Ministério de Assuntos da Igreja, instituído em 1935 e liderado por Hanns Kerrl, teria sido quase ignorada por ideólogos como Alfred Rosenberg e por outros decisores políticos.
Hitler e os outros líderes nazistas procuraram utilizar o simbolismo e a emoção cristã para propaganda junto ao público alemão, esmagadoramente cristão. Enquanto que autores não cristãos puseram ênfase na utilização externa da doutrina cristã, sem dar importância ao que poderia ter sido a mitologia interna do partido, os cristãos, baseando-se nos livros dos chefes nazis, nos folhetos de propaganda nazista que estes lançavam contra o cristianismo, e na perseguição constante decidiram se opor a Hitler.
Declarações públicas e oficiais produzidas por autoridades católicas sobre o nazismo existem pelo menos desde o ano de 1930, bem antes da chegada de Hitler ao poder, quando o Ordinário de Mogúncia, em nome do seu bispo, declarou: "O que acabamos de dizer (sobre o nazismo), responde às três perguntas que nos foram postas: a) pode um católico ser membro do partido hitleriano?; b) está um sacerdote católico autorizado a consentir que os adeptos desse partido tomem parte em cerimônias eclesiásticas, incluindo funerais?; c) pode um católico fiel aos princípios do partido ser abrangido pelos sacramentos? Devemos responder 'não' a tais perguntas".
O Papa Pio XI sabia do que se passava na Alemanha e escreveu vários documentos condenando o nazismo, com destaque para a encíclica de condenação do nazismo — Mit brennender sorge ("Com viva preocupação"). Muitos padres e líderes católicos opuseram-se com todo o vigor ao nazismo, dizendo que ele era incompatível com a moral e a fé cristã. Tal como aconteceu com muitos opositores políticos, muitos desses padres foram condenados aos campos de concentração pela sua oposição. O próprio Dr. Martin Niemöller, que a princípio lhes dera apoio, foi enviado para Dachau.

### Nazismo e paganismo
Foi por intermédio do nazismo que se deu no século XX a mais importante manifestação do paganismo. Uma denuncia da componente pagã do nazismo surgiu nos Estados Unidos, em 1934, logo após a vitória eleitoral e a subida ao poder de Adolf Hitler, como o livro "Nazismo: um assalto à civilização". Nesse livro, chamava-se a atenção para algo que se considerava inquietante: no dia 30 de julho de 1933, mais de cem mil nazistas tinham-se reunido em Eisenach para declarar querer tornar "a origem germânica a realidade divina", restaurando Odin, Baldur, Freia e os outros deuses teutônicos nos altares da Alemanha — Wotan deveria estar no lugar de Deus, Siegfried no lugar de Cristo.
Durante o ano de 1936, os líderes nazis começam a abandonar a "cristandade alemã" ou o que também se designava por "cristianismo positivo". É então que Goebbels apresenta o nazismo como se fosse uma religião a ser respeitada — havia uma nova fé alemã a defender. Enquanto von Schirach tentava imbuir na Juventude Hitleriana a admiração pelas antigas tribos pagãs, o Movimento da Fé Germânica (Deutsche Glaubensbewegung, DGB) fazia o grosso da propaganda. O DGB tinha como profeta Jakob Wilhelm Hauer (1881-1962), professor de Teologia em Tübingen, que pregava a ideia de uma fé ariana dos alemães. No livro Deutsche Gottschau, Hauer defendia que a história da Alemanha era mais do que mera sequência de fatos, havendo na sua base uma divindade que encarnava o espírito da raça ariana.
Uma grande manifestação foi organizada em Burg Hunxe, na Renânia. Em 1937, o Papa Pio XI publica uma Carta Encíclica de condenação do nazismo — Mit brennender sorge ("Com viva preocupação"), onde diz: "Damos graças, veneráveis irmãos, a vós, aos vossos sacerdotes e a todos os fieis que, defendendo os direitos da Divina Majestade contra um provocador neopaganismo, apoiado, desgraçadamente com frequência, por personalidades influentes, haveis cumprido e cumpris o vosso dever de cristãos".
No Comício de Nuremberg, em 1937, revivia entre os nazistas o paganismo ancestral do povo ariano, surgindo um místico laicismo como um dos tópicos centrais em discussão: para que a Alemanha voltasse à sua antiga fé, não bastava a separação Igreja-Estado; as Igrejas cristãs teriam que ser destruídas e o Estado transformado numa nova Igreja; impunha-se uma nova religião nacional.
No festival nórdico, do Solstício de Verão, Julius Streicher, diretor do Strümer e amigo pessoal de Hitler, perante uma enorme multidão de alemães reunidos em Hesselberg (montanha a qual o Führer declarou sagrada), ao lado de uma grande fogueira simbólica, disse: "Se olharmos para as chamas deste fogo sagrado e nelas lançarmos os nossos pecados, poderemos baixar desta montanha com as nossas almas limpas. Não precisamos nem de padres nem de pastores".
Esse neopaganismo romântico, gerado pela ação dos responsáveis e órgãos nazistas, com destaque para, além de Goebbels, Heinrich Himmler e Reinhard Heydrich, entrava então já em clara ruptura com as igrejas cristãs, protestantes e católica. Em 1938, depois das perseguições aos judeus que vinham desde a subida ao poder de Hitler, a perseguição aos cristãos passava então também a ser sistemática.
Mais tarde, ao estudar o fenômeno totalitário, o filósofo Herbert Marcuse identifica na ideologia do nazismo várias camadas sobrepostas, considerando precisamente o paganismo, a par do misticismo, racismo e biologismo, uma das componentes essenciais da sua "camada mitológica". Segundo Paul Tillich, no paganismo do nazismo estava o elemento essencial que explicava o seu antissemitismo, no enfoque colocado nos "laços de sangue arianos". Para Emmanuel Levinas, o nazismo apresentava uma forma de religiosidade pagã que se opunha a toda uma civilização monoteísta.

## Neonazismo

### Definição

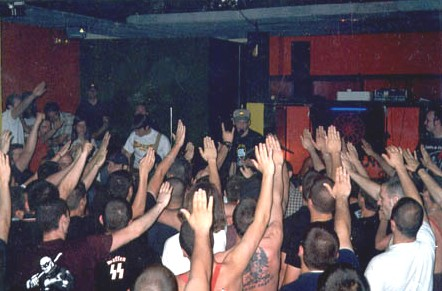
Um grupo neonazista levanta os braços para saudar a faixa neonazista

O Neonazismo é a ideologia que faz o resgate de elementos do nazismo e surgiu após a Segunda Guerra Mundial. O neonazismo surgiu na Europa dentro das alas radicais de organizações de direita e foi formado por antigos nazistas que sobreviveram à derrota do nazismo em 1945. Essa ideologia proliferou-se com o tempo em muitos grupos e associações, que atuavam na clandestinidade, mas também adentrou na política profissional com a formação de partidos que aglomeravam os neonazistas. Após a reunificação alemã em 1990, ganharam ainda mais seguidores. Esses partidos utilizavam uma linguagem mais branda para mascarar a influência nazista. Esse movimento, adere ao negacionismo do holocausto dizendo que é "exagerado dizer que morreram mais de seis milhões de judeus em câmaras de gás". Alguns não negam o holocausto mas tentam justificá-lo falando de "sabotagens e terrorismos por parte dos judeus". Os principais revivalistas desse movimento são: George Lincoln Rockwell, Savitri Devi, Francis Parker Yockey, William Pierce, Eddy Morrison e David Myatt.

#### Alguns movimentos neonazistas
No final do século XX, surgiram movimentos neonazistas em vários países, incluindo os Estados Unidos e várias nações europeias. Alguns grupos que podem ser considerados neonazistas, porque não negam a sua associação com essa ideologia, são: Partido Nazi Americano e Aliança Nacional.

#### Negacionismo do Holocausto

Países que, em 2016, consideram a negação do Holocausto como crime

O Negacionismo do Holocausto consiste em uma prática de revisionismo histórico (isso é admitido inclusive pelos defensores dessa ideia e por isso eles preferem chamar o movimento de Revisionismo do Holocausto) que consiste basicamente em negar a existência da perseguição e do extermínio de judeus que ocorreu durante o Terceiro Reich. O fenômeno do negacionismo do holocausto existe desde o final da Segunda Guerra Mundial, porém ele passou a ser mais conhecido durante a reunificação alemã em 1990. O ativista político e escritor francês Paul Rassinier, considerado o "pai" do Negacionismo do Holocausto, escreveu em seu segundo livro, "A Mentira de Ulisses" (1950), que a Segunda Guerra Mundial havia sido um complô judeu internacional e que outros sobreviventes dos campos de concentração, já que ele mesmo havia sido um, exageravam nos relatos de suas vivências.
Entre as alegações dos negacionistas podem ser citadas as seguintes: Os nazistas não possuíam uma política oficial ou intenção de exterminar os judeus (a política teria sido de deportação e não de extermínio); Os nazistas não utilizaram câmaras de gás para o assassinato em massa de judeus (eles dizem que existem evidências científicas que comprovam que câmaras de gás não poderiam ser usadas para matar grandes grupos de pessoas); A soma total de 5 a 6 milhões de mortes de judeus foi um exagero grosseiro, sendo o número verdadeiro, em ordem de magnitude, muito menor (o "verdadeiro" número de judeus mortos teria sido algo entre trezentos mil e 1,5 milhão de pessoas). Além disso, eles contestam a veracidade de evidências materiais que refutam os seus argumentos e de testemunhos dos sobreviventes do Holocausto. Os defensores da negação do Holocausto são muitas vezes acusados de manipular e falsificar evidências para tentar mostrar credibilidade para os seus argumentos.
De acordo com os pesquisadores Michael Shermer e Alex Grobman, há uma "convergência de evidências" que prova que o Holocausto aconteceu. Entre as evidências estão:

1. Documentos escritos — centenas de milhares de cartas, memorandos, diagramas, ordens, contas, discursos, artigos, memórias e confissões.
2. Testemunho ocular — declarações de sobreviventes, de Sonderkommandos (que ajudavam a carregar os corpos das câmaras de gás aos crematórios em troca da promessa de sobrevivência), de guardas da SS, de comandantes, de moradores locais, e até mesmo de nazistas do alto comando que falavam abertamente sobre o assassínio em massa de judeus.
3. Fotografias — incluindo fotografias militares oficiais e da imprensa, civis, tiradas secretamente por sobreviventes, aéreas, filmes Aliados e alemães, e imagens não-oficiais registradas pelo exército alemão.
4. Os próprios campos — campos de concentração, de trabalho e extermínio ainda existem em graus variados de originalidade e reconstrução.
5. Evidência conclusiva — demografia populacional, reconstituída a partir da época anterior à Segunda Guerra; se seis milhões de judeus não foram mortos, o que aconteceu com eles?

O Negacionismo do Holocausto é visto como uma forma de antissemitismo. A American Historical Association, afirma que ele é "na melhor das hipóteses, fraude acadêmica". O doutor William Shulman, diretor do Holocaust Research Center, descreveu a negação "… como se aquelas pessoas [vítimas do Holocausto] fossem assassinadas duas vezes". Em 2006, Kofi Annan, Secretário Geral da ONU, declarou: "Relembrar é uma repreensão necessária àqueles que dizem que o Holocausto nunca aconteceu ou que foi exagerado. Negacionismo do Holocausto é obra de fanáticos; devemos rejeitar suas falsas alegações sempre que necessário". Em janeiro de 2007, a Assembleia Geral das Nações Unidas condenou "sem reservas qualquer negação do Holocausto", embora o Irã tenha se desassociado da resolução. O Negacionismo do Holocausto é considerado um crime em dezesseis países: Alemanha, Áustria, Bélgica, Eslováquia, França, Grécia, Hungria, Israel, Liechtenstein, Lituânia, Polônia, Portugal, República Checa, Romênia, Suíça.

## Uso do termo
O termo "nazista" (no português do Brasil), ou "nazi" (no português europeu), é frequentemente utilizado para criticar grupos de pessoas que, de acordo com quem faz a crítica, tentam impor soluções impopulares ou extremistas à população em geral ou poderiam cometer crimes e outros tipos de violações sobre terceiros sem mostrar remorso.
Esse tipo de crítica fez com que o filósofo Leo Strauss formasse, em 1951, a expressão Reductio ad Hitlerum. Ela é usada para designar uma estratégia argumentativa falaciosa que funciona da seguinte forma: quando ocorre uma discussão ou debate, um dos grupos envolvidos tenta desqualificar os argumentos do grupo oponente associando qualquer um dos dois alvos da estratégia (argumento ou grupo que o faz) ao nazismo, criando uma ideia de que uma opinião seria errada somente porque o nazismo ou Adolf Hitler consideravam essa opinião correta e vice-versa. Um exemplo do uso de Reductio ad Hitlerum é a seguinte sentença: "Os nazistas eram conservadores, então o conservadorismo é errado". Essa tática, muitas vezes, não é vista com bons olhos, pois acredita-se que o seu uso frequente tem como consequência a relativização e a banalização do Holocausto.
Durante o início da popularização da internet, na década de 1990, o uso de analogias ao nazismo com o objetivo de tentar vencer uma discussão on-line ocorria com bastante frequência. Percebendo essa situação, o advogado americano Mike Godwin criou a Lei de Godwin, que se tornou uma das "regras da internet". Essa regra define que "com o prolongamento de uma discussão on-line, a probabilidade de surgir uma comparação envolvendo os nazistas ou Hitler aproxima-se de um (100%)". Para muitas pessoas, a aplicação da Lei de Godwin — ou seja, quando alguém recorre ao nazismo em um debate na internet —, é um sinal de que determinada discussão está encerrada e de que quem usou a expressão perdeu a disputa.

### Livros
- Benito Mussolini - A Biografia. São Paulo: LeBooks Editora. 2019. ISBN 978-85-8386-388-5
- História das Religiões: Crenças e práticas religiosas do século XII aos nossos dias. São Paulo: Editora Folio. 2008
- Ahmad, Aijaz (2004). Iraq, Afghanistan, and the imperialism of our time. Nova Délhi: Leftword Books. ISBN 9788187496373
- Alvarez, Rodrigo (2015). Maria: A biografia da mulher que gerou o homem mais importante da história, viveu um inferno, dividiu os cristãos, conquistou meio mundo e é chamada de Mãe de Deus. São Paulo: Globo Livros. ISBN 9788525061782
- Annas, George J.; Grodin, Michael A. (1992). The Nazi Doctors and the Nuremberg Code: Human Rights in Human Experimentation. Nova Iorque: Oxford University Press. ISBN 978-0-19-977226-1
- Baum, Bruce David (2006). The Rise and Fall of the Caucasian Race: A Political History of Racial Identity. Nova Iorque: New York University Press
- Beck, Hermann (2008). The Fateful Alliance: German Conservatives and Nazis in 1933: The Machtergreifung in a New Light. Nova Iorque: Berghahn Books
- Berman, Sheri (2006). The Primacy of Politics: Social Democracy and the Making of Europe's Twentieth Century. Cambridge: Cambridge University Press. ISBN 9780521521109
- Bendersky, Joseph W (2000) [1985]. A History of Nazi Germany: 1919-1945 2ª ed. St. Louis: Burnham Publishers
- —————— (2007). A Concise History of Nazi Germany. Plymouth: Rowman & Littlefield Publishers Inc. ISBN 978-0742553637
- Berenbaum, Michael (1992). Mosaic of Victims: Non-Jews Persecuted and Murdered by the Nazis. Nova Iorque: NYU Press. ISBN 978-0-8147-1175-0
- Bergen, Doris L. (2009). The Holocaust: A Concise History. Lanham: Rowman & Littlefield. ISBN 978-0-7425-5714-7
- Berlet, Chip (2019). Trumping Democracy: From Reagan to the Alt-Right. Nova Iorque: Routledge. ISBN 9781315438399
- Blamires, Cyprian (2006). World Fascism: A Historical Encyclopedia. 1. Santa Bárbara: ABC-CLIO. ISBN 9781576079409
- Blechman, Max (1999). Revolutionary Romanticism: A Drunken Boat Anthology. São Francisco: City Lights Books. ISBN 978-0-87286-351-4
- Bobbio, Norberto; Matteucci, Nicola; Pasquino, Gianfranco (2004). Il dizionario di politica (em italiano). Turim: UTET. ISBN 9788802077130
- Bonney, Richard (2009). Confronting the Nazi war on Christianity: the Kulturkampf newsletters, 1936-1939. Oxford: Peter Lang
- Browder, George C. (2004). Foundations of the Nazi Police State: The Formation of Sipo and SD. Lexington: Kentucky University Press
- Buchanan, Patrick J. (2008). Churchill, Hitler, and "The Unnecessary War": How Britain Lost Its Empire and the West Lost the World. Nova Iorque: Crown/Archetype. ISBN 978-0307409560
- Burrell, Joseph (2011). Work Is for the People: A Treatise on the -Isms. Nova Iorque: Algora Publishing. ISBN 9780875868639
- Carroll, Vincent; Shiflett, David (2001). Christianity On Trial: Arguments Against Anti-Religious Bigotry. São Francisco: Encounter Books. ISBN 9781594033155
- Carsten, Francis Ludwig (1982). The Rise of Fascism 2ª ed. Berkeley: University of California Press. ISBN 9780520046436
- Carter, Miranda (2009). George, Nicholas and Wilhelm: Three Royal Cousins and the Road to World War I. Nova Iorque: Alfred A. Knopf
- Caygill, Howard (2002). Levinas and the Political. Londres: Routledge. ISBN 9780415112482
- Conradi, Peter (2004). Hitler's Piano Player: The Rise and Fall of Ernst Hanfstaengl, Confidant of Hitler, Ally of FDR. Nova Iorque: Carroll and Graf Publishers. ISBN 9780786712830
- DeLong, J. Bradford (1997). Slouching Towards Utopia?: The Economic History of the Twentieth Century. XV. Nazis and Soviets. Berkeley: University of California. Arquivado do original em 11 de maio de 2008
- Domarus, Max; Romane, Patrick (2007). The essential Hitler: speeches and commentary. Wauconda: Bolchazy-Carducci Pub. ISBN 9780865166271
- Dülffer, Jost (1996). Nazi Germany, 1933-1945: faith and annihilation. Londres: E. Arnold
- Evans, Richard J. (2003). The Coming of the Third Reich. Nova Iorque: Penguin Books. ISBN 978-0-14-303469-8
- —————— (2005). The Third Reich in Power. Nova Iorque: Penguin Books. ISBN 978-0-14-303790-3
- —————— (2008). The Third Reich at War. Nova Iorque: Penguin Books
- Ferreira, Franklin (2016). Contra a idolatria do Estado: O papel do cristão na política. São Paulo: Editora Vida Nova. ISBN 978-85-275-0664-9
- Förster, Jürgen (1989). «The Wehrmacht and the War of Extermination Against the Soviet Union». In:  Marrus, Michael. The Nazi Holocaust Part 3 The "Final Solution": The Implementation of Mass Murder. 2. Westport: Meckler Press
- Fritzsche, Peter (1998). Germans Into Nazis. Cambridge: Harvard University Press. ISBN 9780674350922
- Gaab, Jeffrey S. (2008). Munich: Hofbräuhaus & History: Beer, Culture, & Politics 2ª ed. Nova Iorque: Peter Lang Publishing, Inc
- Gall, Richard Steigmann (2003). The Holy Reich: Nazi Conceptions of Christianity, 1919–1945. Cambridge: Cambridge University Press. ISBN 9780521823715
- Gerstenfeld, Phyllis B.; Grant, Diana R. (2004). Crimes of Hate: Selected Readings. Newcastle upon Tyne: SAGE. ISBN 978-0-7619-2943-7
- Gerwarth, Robert (2005). The Bismarck Myth: Weimar Germany and the Legacy of the Iron Chancellor. Oxford: Oxford University Press. ISBN 9780199281848
- Gottlieb, Henrik; Mogensen, Jens Erik (2007) [2004]. Dictionary visions, research and practice : selected papers from the 12th International Symposium on Lexicography, Copenhagen. Amsterdã: J. Benjamins Pub. Co.
- Grunberger, Richard (1995) [1971]. The 12-year Reich: a social history of Nazi Germany, 1933-1945. Nova Iorque: Da Capo Press
- Hallgarten, George (1973). «The Collusion of Capitalism». In:  Snell, John L. The Nazi Revolution: Hitler's Dictatorship and the German Nation. Washington, D. C.: D. C. Heath and Company
- Heer, Hannes; Manoschek, Walter; Pollak, Alexander; Wodak, Ruth (2008). The Discursive Construction of History: Remembering the Wehrmacht's War of Annihilation. Nova Iorque: Palgrave Macmillan. ISBN 9780230013230
- Heiden, Konrad (1938). Hitler: A Biography. Londres: Constable & Co. Ltd.
- Hildebrand, Klaus (1991). The Third Reich. Londres: Routledge
- Hitler, Adolf (2010) [1925]. Mein Kampf. Somerville: Bottom of the Hill Publishing
- —————— (2000) [1951]. Hitler's Table Talk, 1941-1944: His Private Conversations. Nova Iorque: Enigma Books. ISBN 9781929631056
- Hobsbawm, Eric (2015). A era dos impérios: 1875-1914. São Paulo: Paz e Terra. ISBN 978-85-7753-284-1
- Isserman, Maurice (2009). World War II, Updated Edition. Nova Iorque: Infobase Publishing. ISBN 978-1-4381-0018-0
- Kershaw, Ian (1999). Hitler 1889–1936: Hubris. Nova Iorque: Penguin. ISBN 978-0140133639
- —————— (2008). Hitler, the Germans, and the Final Solution. New Haven: Yale University Press. ISBN 9780300148237
- —————— (2010). Hitler: A Biography. Nova Iorque: W. W. Norton & Company. ISBN 978-0-393-07562-5
- Klinghoffer, Arthur Jay (2006). The Power of Projections: How Maps Reflect Global Politics and History. Westport: Greenwood Publishing Group. ISBN 0-275-99135-0
- Kobrak, Christopher; Hansen, Per H. (2004). European Business, Dictatorship, and Political Risk, 1920-1945. Nova Iorque: Berghahn Books. ISBN 9781571816290
- Koshar, Rudy (1986). Social Life, Local Politics, and Nazism: Marburg, 1880-1935. Chapel Hill: University of North Carolina Press. ISBN 9780807816943
- Laqueur, Walter (1997). Fascism: Past, Present, Future. Nova Iorque: Oxford University Press. ISBN 978-0-19-802527-6
- Lee, Stephen J. (1987). European Dictatorships, 1918–1945. Nova Iorque: Routledge
- Lepage, Jean-Denis (2009). Hitler Youth, 1922-1945: an illustrated history. Jefferson: McFarland & Co
- Levy, Richard S. (2005). Antisemitism: A Historical Encyclopedia of Prejudice and Persecution. Santa Bárbara: ABC-CLIO. ISBN 978-1-85109-439-4
- Lipstadt, Deborah E. (2017). Negação. São Paulo: Universo dos Livros Editora. ISBN 978-85-503-0120-4
- Longerich, Peter (2012). Heinrich Himmler: A Life. Oxford: Oxford University Press. ISBN 978-0-19-959232-6
- Maluf, Sahid (2018) [1954]. Teoria geral do estado 34ª ed. São Paulo: Saraiva. ISBN 978-85-472-3054-8
- Mann, Michael (2004). Fascists. Nova Iorque: Cambridge University Press
- Marcuse, Herbert; Douglas, Kellner (1998). Technology, War, and Fascism. 1. Londres: Routledge. ISBN 9780415137805
- Mattelart, Armand (1996). The Invention of Communication. Minneapolis: University of Minnesota Press. ISBN 0-8166-2697-9
- Metzner, Ralph (2001). The Well of Remembrance: Rediscovering the Earth Wisdom Myths of Northern Europe. Boulder: Shambhala Publications. ISBN 9780834829312
- Micklem, Nathaniel (1940). O nacional-socialismo e a cristandade. Lisboa: Editorial de Marinha
- Milman, Luis (2000). Neonazismo, negacionismo e extremismo político. Porto Alegre: Editora da Universidade Federal do Rio Grande do Sul. ISBN 9788570255792
- Nathan, Otto (1944). «The Nazi Economic System». Nazi War Finance and Banking. Cambridge: National Bureau of Economic Research. ISBN 0-87014-335-2
- Nicholls, David (2000). Adolf Hitler: A Biographical Companion. Chapel Hill: University of North Carolina Press
- Nicodemus, Augustus (2017). Cristianismo descomplicado: Questões difíceis da vida cristã de um jeito fácil de entender. São Paulo: Editora Mundo Cristão. ISBN 9788543302362
- Nicosia, Francis R. (2000). The Third Reich and the Palestine Question. Piscataway: Transaction Publishers. ISBN 076580624X
- Nyomarkay, Joseph (1967). Charisma and Factionalism in the Nazi Party. Minneapolis: University of Minnesota Press. ISBN 9780816658398
- Oliveira, Carla Mary S.; Mariano, Serioja Rodrigues Cordeiro (2014). Cultura histórica e ensino de história: Cultura histórica; Ensino de História. João Pessoa: Editora da UFPB. ISBN 978-85-237-0879-5
- Orlow, Dietrick (2009). The Lure of Fascism in Western Europe: German Nazis, Dutch and French Fascists, 1933–1939. Londres: Palgrave Macmillan. ISBN 978-0230608658
- Olsen, Jonathan (1999). Nature and Nationalism: Right-wing Ecology and the Politics of Identity in Contemporary Germany. Londres: Palgrave Macmillan. ISBN 9780312220716
- Overy, R.J. (1996). The Nazi economic recovery 1932–1938. Cambridge: Cambridge Univ. Press. ISBN 0521557674
- —————— (2002) [1995]. War and economy in the Third Reich. Oxford: Clarendon Press
- —————— (2004). The Dictators: Hitler's Germany and Stalin's Russia. Nova Iorque: W. W. Norton & Company. ISBN 9780393020304
- Paassen, Pierre Van; Wise, James Waterman (1934). Nazism: An Assault on Civilization. Nova Iorque: H. Smith and R. Haas
- Pereira, Nilton Mullet; Gitz, Ilton (2014). Ensinando sobre o Holocausto na Escola: Informações e Propostas para Professores dos Ensinos Fundamental e Médio. São Paulo: Penso Editora. ISBN 978-85-65848-87-9
- Peukert, Detlev (1993). The Weimar Republic. Nova Iorque: Farrar, Straus and Giroux. ISBN 9780809015566
- Pickus, Keith H. (1999). Constructing Modern Identities: Jewish University Students in Germany, 1815-1914. Detroit: Wayne State University Press. ISBN 9780814327876
- Poliakov, Leon (2003) [1955]. The History of Anti-Semitism: From the Time of Christ to the Court Jews. 1. Filadélfia: University of Pennsylvania Press. ISBN 978-0-8122-1863-3
- Quigley, Carroll (1966). Tragedy and Hope: A History of the World in Our Time. Nova Iorque: Macmillan
- Rabinbach, Anson; Gilman, Sander L. (2013). The Third Reich sourcebook. Berkeley: University of California Press
- Rasmussen, Mikkel Bolt (2018). Trump's Counter-Revolution. Londres: John Hunt Publishing. ISBN 978-1-78904-019-7
- Raymond, Eric S.; Steele, Guy L. (1996). The New Hacker's Dictionary. Cambridge: MIT Press. ISBN 978-0-262-68092-9
- Read, Anthony (2004). The Devil's Disciples: Hitler's Inner Circle. Nova Iorque: W. W. Norton & Company
- Rees, Laurence (2013). O Carisma de Adolf Hitler. Lisboa: Leya. ISBN 978-85-8044-935-8
- Roberts, Stephen H. (1938). The House That Hitler Built. Nova Iorque: Harper & Brothers
- Rummel, Rudolph Joseph (2018) [1994]. Death by Government: Genocide and Mass Murder Since 1900. Londres: Routledge. ISBN 9781351523479
- Ruppert, Michael C. (2004). Crossing the Rubicon: The Decline of the American Empire at the End of the Age of Oil. Colúmbia Britânica: New Society Publishers. ISBN 978-1-55092-318-6
- Ryback, Timothy W. (2010). Hitler's Private Library: The Books That Shaped His Life. Nova Iorque: Vintage Books
- Sandner, Peter (1999). Die "Euthanasie"-Akten im Bundesarchiv. Zur Geschichte eines lange verschollenen Bestandes" (PDF) (em alemão). 47. Munique: Vierteljahrschefte für Zeitgeschichte – Institut für Zeitgeschichte
- Scheck, Rafael (2008). Germany, 1871–1945: A Concise. Oxford: Berg Publishers. ISBN 9781845208172
- Schulze, Weimar (1985). Deutschland 1917-1933 (em alemão). Munique: Siedler Verlag
- Shaw, Jeffrey M.; Demy, Timothy J. (1971). War and Religion: An Encyclopedia of Faith and Conflict. 1. Santa Bárbara: ABC-CLIO
- Shelton, Dinah (2005). Encyclopedia of genocide and crimes against humanity. Nova Iorque: Macmillan Reference. ISBN 978-0-02-865850-6
- Shermer, Michael; Grobman, Alex (2009) [2002]. Denying History: Who Says the Holocaust Never Happened and Why Do They Say It? Updated and Expanded. Berkeley: University of California Press. ISBN 978-0-520-94409-1
- Shirer, William L. (1990) [1960]. Rise And Fall Of The Third Reich: A History of Nazi Germany. 1. Nova Iorque: Simon and Schuster. ISBN 978-0-671-72868-7
- Shirer, William L.; Pomar, Pedro (ed.) (2008). Triunfo e consolidação: (1933-1939). Rio de Janeiro: Agir
- Spielvogel, Jackson J. (2010) [1996]. Hitler and Nazi Germany: A History. Nova Iorque: Routledge. ISBN 978-0131924697
- Stone, Ronald H.; Weaver, Matthew Lon (1998). Against the Third Reich: Paul Tillich's Wartime Addresses to Nazi Germany 1ª ed. Louisville: Westminster John Knox Press. ISBN 9780664257705
- Stone, Dan (2013). The Holocaust, Fascism and Memory: Essays in the History of Ideas. Londres: Palgrave Macmillan. ISBN 978-1-137-02953-9
- Toland, John (1992). Adolf Hitler. Nova Iorque: Anchor Books
- Tooze, J. Adam (2007). The wages of destruction: the making and breaking of the Nazi economy. Nova Iorque: Viking
- Totten, Samuel (2008). Dictionary of Genocide. 2. Westport: Greenwood Publishing Group. ISBN 978-0-313-32967-8
- Vermeil, Edmond (1956). Germany in the Twentieth Century: A Political and Cultural History of the Weimar Republic and the Third Reich. Nova Iorque: Frederick A. Praeger
- Walters, Glenn D. (2006). Lifestyle Theory: Past, Present, and Future. Hauppage: Nova Publishers
- Wanklyn, Harriet (1961). Friedrich Ratzel: A Biographical Memoir and Bibliography. Cambridge: Cambridge University Press
- Weber, Thomas (2011). Hitler's First War: Adolf Hitler, the Men of the List Regiment, and the First World War. Oxford University Press: Oxford
- Weissman, Gary (2004). Fantasies of Witnessing: Postwar Efforts to Experience the Holocaust. Ithaca: Cornell University Press. ISBN 978-0-8014-4253-7
- Witoszek, Nina; Trägårdh, Lars (2002). Culture and Crisis: The Case of Germany and Sweden. Nova Iorque: Berghahn Books. ISBN 9781571812698
- Woshinsky, Oliver H. (2008). Explaining Politics: Culture, Institutions, and Political Behavior. Nova Iorque: Routledge. ISBN 9781135901349

### Periódicos
- «A German Appraisal of the United States». Atlantic Monthly Company. 75. 1895
- Bel, Germà (2006). «Against the mainstream: Nazi privatization in 1930s Germany» (PDF). Universidade de Barcelona. Economic History Review. 63. doi:10.1111/j.1468-0289.2009.00473.x
- Brito, Daniel C.; Barp, Wilson J. (2008). «Ambivalência e Medo: faces dos riscos na Modernidade» (PDF). Sociologias (20)
- Cruz-Neto, Otávio; Minayo, Maria Cecília de S. (1994). «Extermínio: violentação e banalização da vida». Cad. Saúde Pública. 10 (1). doi:10.1590/S0102-311X1994000500015
- Ferreira, Marília de Brito (2017). «Extermínio: violentação e banalização da vida» (PDF). Universidade de Brasília
- Gellert, Michael (1998). «The Eruption of the shadow in Nazi Germany». Psychological Perspectives. 37 (1). doi:10.1080/00332929808405927
- Gessner, Dieter (1977). «Agrarian Protectionism in the Weimar Republic». Journal of Contemporary History. 12 (4)
- Kailitz, Steffen; Umland, Andreas (2016). «Why fascists took over the Reichstag but have not captured the Kremlin: a comparison of Weimar Germany and post-Soviet Russia». Nationalities Papers. 45 (2). doi:10.1080/00905992.2016.1258049
- Kurlander, Eric (2019). «Nazism and Religion». Oxford Research Encyclopedia of Religion. doi:10.1093/acrefore/9780199340378.013.680
- Meyer, John C. (1999). «The Forgotten Victims of the Holocaust». Journal of Religion, Disability & Health. 3 (1). doi:10.1300/J095v03n01_09
- Overy, R. J. (1982). «Hitler's War and the German Economy: A Reinterpretation». The Economic History Review. 35 (2). doi:10.2307/2595019
- Oliveira, Lucas K.; Maniakas, Georgina C. O. F. (2005). «Anais do XII Jornadas de Investigación de la Facultad de Psicología, Uba - Primer Encuentro de Investigadores en Psicología del Mercosur» (PDF). Universidade de Buenos Aires. Tomo 2. Arquivado do original (PDF) em 27 de outubro de 2007
- Parada, Maurício B. A. (2004). «Cultura e Poder em Estados Totalitários: considerações sobre uma história cultural do Fascismo» (PDF). Mneme. 5 (10). Arquivado do original (PDF) em 25 de janeiro de 2012
- Poewe, Karla; Hexham, Irving (2005). «Jakob Wilhelm Hauer's New Religion and National Socialism». Journal of Contemporary Religion. 20 (2). doi:10.1080/13537900500067752
- Raim, E. (1996). «Assassins of Memory. Essays on the Denial of the Holocaust; Der Umgang mit dem Holocaust. Europa--USA--Israel». German History. 14 (1). doi:10.1093/gh/14.1.115
- Smith, Woodruff D. (1980). «Friedrich Ratzel and the Origins of Lebensraum». German Studies Review. 3 (1). doi:10.2307/1429483
- Veiga, Cláudio (1990). «Uma Literatura Macarrônica Franco-Brasileira». Universidade Federal de Santa Catarina. Revista Fragmentos. 3 (1). doi:10.5007/fragmentos.v3i1.5307. eISSN 2175-7992